# リスボン
リスボン（ポルトガル語: Lisboa IPA: [ɫiʒˈboɐ] ( 音声ファイル)、[liʒˈβoɐ] リジュボア、英語: Lisbon IPA: [ˈlɪzbən]）は、ポルトガルの首都であり、同国最大の都市である。
市域人口は54万5,796人（2021年）、市域面積は84.8平方キロメートル（33平方マイル）に過ぎないが、高い人口密度を保持している。リスボンの都市的地域は行政区としての市域を超えて広がっており、人口は300万人を超える。面積は958平方キロメートル（370平方マイル）を占めており、欧州連合域内では11番目に大きな都市圏 (en) を形成している。

## 概要

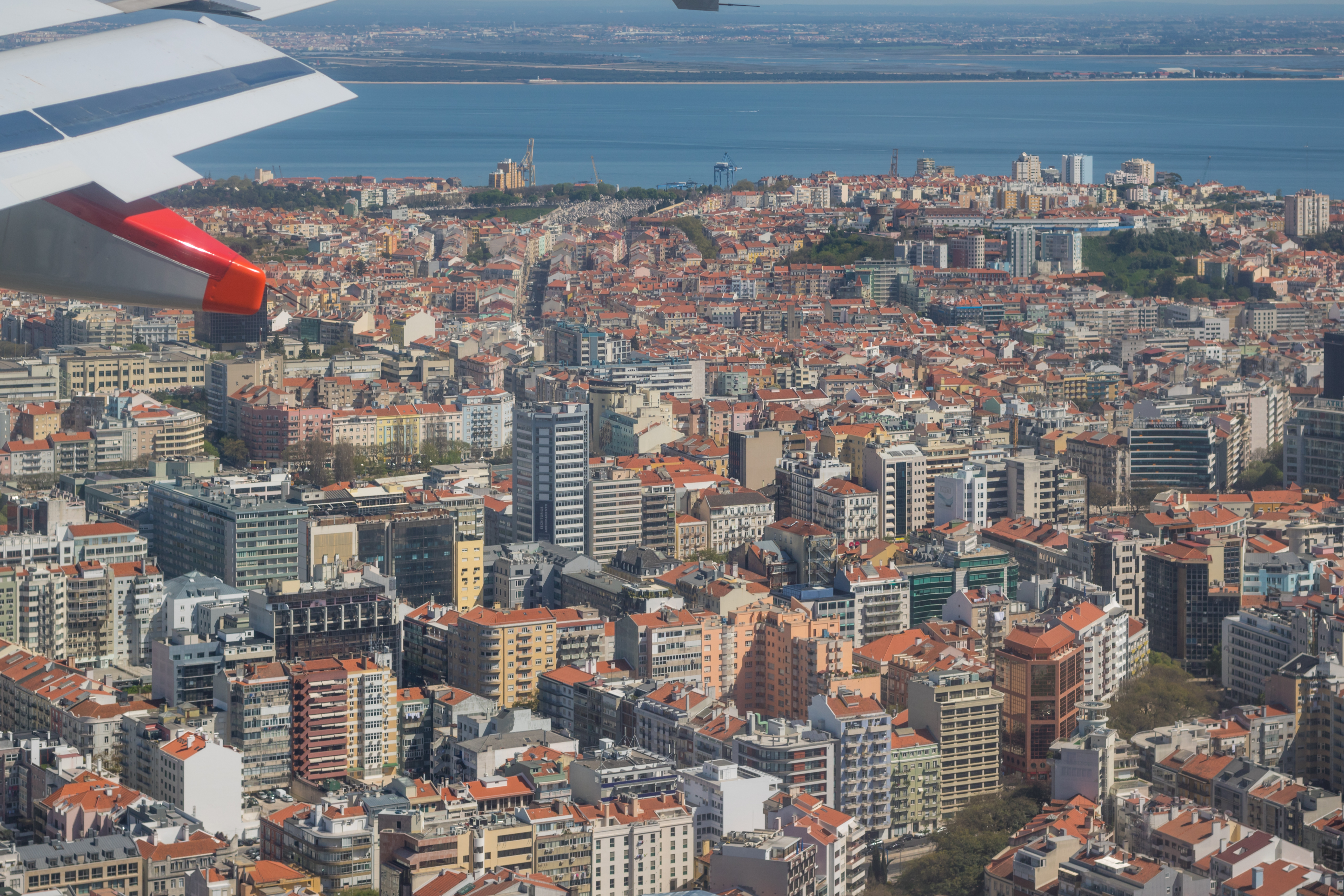
空から見たリスボン市街

約303万5,000人 の人々がリスボン都市圏に暮らし、ポルトガルの全人口の約27パーセントを占めている。リスボンはヨーロッパの大都市ではもっとも西にある都市であると同時に、ヨーロッパの中でもっとも西側に位置する政府首都でもある。ヨーロッパ諸国の首都のなかで唯一の大西洋岸にあるリスボンは、イベリア半島の西側、テージョ川の河畔に位置している。
リスボンは金融や商業、出版、娯楽、芸術、貿易、教育、観光といったさまざまな分野で重要な都市であることから、世界都市とみなされている。ポルテラ空港は2012年に1,530万人の旅客を扱い、高速道路（Auto-estrada）や高速列車アルファ・ペンドゥラールによりポルトガルのほかの主要都市と結ばれている。南ヨーロッパではイスタンブール、ローマ、バルセロナ、マドリード、アテネ、ミラノに次いで7番目に多くの観光客が訪れる都市で、2009年には174万人の観光客が訪れた。リスボンの総所得は世界の都市で32番目に高い位置を占めている 。ポルトガルの多国籍企業の本社はほとんどがリスボン地域に置かれており、世界では9番目に多くの国際会議が開かれる都市でもある。
また、ポルトガルの政治の中心でポルトガル政府の首府やポルトガルの大統領官邸が置かれているほか、リスボン地域やリスボン県の中心でもある。
世界的にも古い歴史がある都市の一つで、西ヨーロッパでは最古の都市であり、現代のヨーロッパのほかの首都であるロンドンやパリ、ローマなどよりも数百年さかのぼる。ガイウス・ユリウス・カエサルはフェリキタス・ユリア（Felicitas Julia）と呼ばれるムニキピウムを創建し、オリシポ（Olissipo）の名に加えた。5世紀から一連のゲルマン人部族により支配され、8世紀にはムーア人により攻略された。1147年、ポルトガル王国の建国者アフォンソ1世下のレコンキスタでのリスボン攻防戦で、ポルトガルはムーア人からリスボンを奪回する。以来、リスボンはポルトガルの主要な政治、経済、文化の中心となっている。ほとんどの首都と異なり、リスボンはポルトガルの首都として法令や書面で公式に認められていない。その地位は憲法制定会議を通じて事実上の首都としてポルトガルの憲法に定められている。
リスボンには欧州薬物・薬物依存監視センター（EMCDDA）と欧州海上保安機関（EMSA）の2つの欧州連合の専門機関が置かれている。「ルゾフォニアの世界の首都」と呼ばれ、ポルトガル語諸国共同体の本部がペナフィエル伯宮殿に置かれている。ベレンの塔とジェロニモス修道院の2つはUNESCOの世界遺産に登録されている。さらに1994年、リスボンは欧州文化首都になり、1998年にはリスボン国際博覧会を開催、2020年に欧州グリーン首都に選ばれた。

## 地理

### 地勢

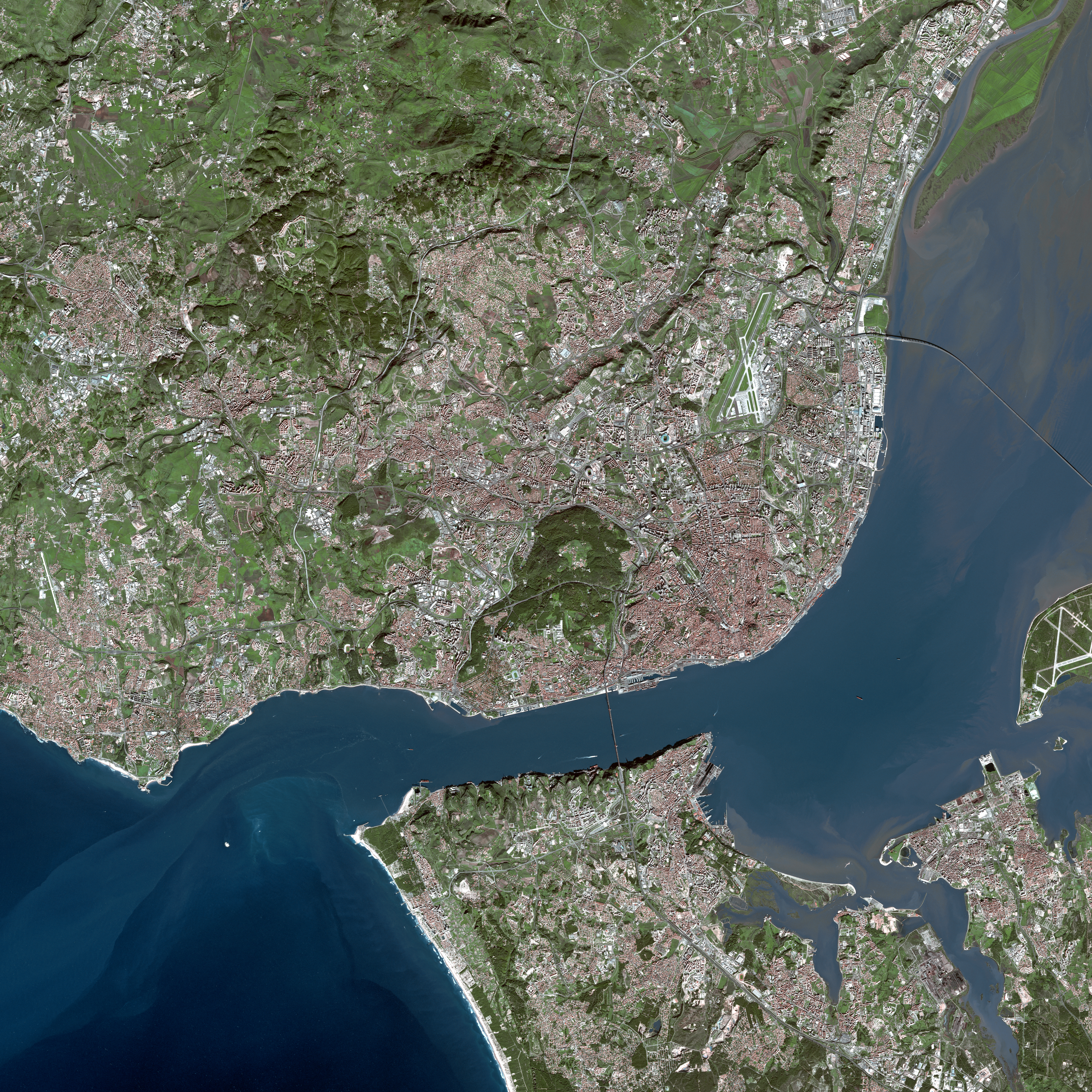
SPOTからのリスボン都市圏地域の正射図

リスボンはイベリア半島に位置し、市街は西南ヨーロッパの大西洋岸にあるテージョ川河口の湾の北岸にある。テージョ川は川幅が広がりながら大西洋に注ぎ、最後の数キロの河口部分は狭くなっている。リスボンにはいくつかの丘が隆起しており、高い丘や深い谷が点在する。リスボンの最高地点は226メートルで、市街は長い間テージョ川に沿って広がっていたが、20世紀以来内陸部にも都市が広がっている。リスボンの最西部にはモンサント森林公園があり、10平方キロメートル（4平方マイル）を占め、ヨーロッパで最大規模の都市公園となっており、市域面積の10パーセントを占めている。リスボンの市域面積は84.94平方キロメートル（33平方マイル）で、他の大都市とは異なり歴史的な中心の狭い範囲が市域として定められている 。ほかの都市化されたリスボン都市圏地域は一般的に大リスボン圏（ポルトガル語: Grande Lisboa）として知られ、実際にはいくつかの都市や自治体に定められており、アマドーラやケルシュ、アグアルヴァ＝カセン、オディヴェーラシュ、ローレシュ、アルマーダ、バレイル、セイシャル、オエイラシュなどがある。

### 気候
リスボンは亜熱帯 - 地中海性気候（ケッペンの気候区分ではCsa）に属し、穏やかで暖かな冬と暑い夏がある。年間の平均気温はおおむね日中が22.1℃で、夜間が14.1℃。冬の降雪はまれであるが、1993、1994、2006、2007年に観測された。最寒月は1月で気温の範囲はおおむね9 - 15℃。最暖月は8月で気温の範囲はおおむね19 - 29°C。夏は通常、5月から10月の6か月間続く。3月、4月、11月は季節の変わり目で、気温は時折20℃を上回り、これら3か月の日中の平均気温は19.5℃、夜間の平均気温は12.3℃。12月、1月、2月は一番寒い月で、日中の平均気温は15.8℃、夜間の平均気温は9.7℃。ヨーロッパの大都市や首都の中ではリスボンは一番温暖な冬である。降雨はおもに冬に見られ、夏は概して乾燥している。
| リスボン（1991-2020）の気候                             | リスボン（1991-2020）の気候 | リスボン（1991-2020）の気候 | リスボン（1991-2020）の気候 | リスボン（1991-2020）の気候 | リスボン（1991-2020）の気候 | リスボン（1991-2020）の気候 | リスボン（1991-2020）の気候 | リスボン（1991-2020）の気候 | リスボン（1991-2020）の気候 | リスボン（1991-2020）の気候 | リスボン（1991-2020）の気候 | リスボン（1991-2020）の気候 | リスボン（1991-2020）の気候 |
| 月                                                      | 1月                         | 2月                         | 3月                         | 4月                         | 5月                         | 6月                         | 7月                         | 8月                         | 9月                         | 10月                        | 11月                        | 12月                        | 年                          |
| ------------------------------------------------------- | --------------------------- | --------------------------- | --------------------------- | --------------------------- | --------------------------- | --------------------------- | --------------------------- | --------------------------- | --------------------------- | --------------------------- | --------------------------- | --------------------------- | --------------------------- |
| 最高気温記録 °C （°F）                                  | 23.1 (73.6)                 | 25.4 (77.7)                 | 29.4 (84.9)                 | 38.7 (101.7)                | 35.1 (95.2)                 | 41.5 (106.7)                | 40.6 (105.1)                | 43.3 (109.9)                | 38.4 (101.1)                | 35.3 (95.5)                 | 27.8 (82)                   | 23.2 (73.8)                 | 43.3 (109.9)                |
| 平均最高気温 °C （°F）                                  | 15.2 (59.4)                 | 16.5 (61.7)                 | 19.2 (66.6)                 | 20.8 (69.4)                 | 23.8 (74.8)                 | 26.7 (80.1)                 | 28.7 (83.7)                 | 29.4 (84.9)                 | 27.1 (80.8)                 | 23.2 (73.8)                 | 18.5 (65.3)                 | 15.6 (60.1)                 | 22.1 (71.8)                 |
| 日平均気温 °C （°F）                                    | 11.6 (52.9)                 | 12.4 (54.3)                 | 14.6 (58.3)                 | 15.9 (60.6)                 | 18.4 (65.1)                 | 20.9 (69.6)                 | 22.7 (72.9)                 | 23.2 (73.8)                 | 21.6 (70.9)                 | 18.7 (65.7)                 | 14.8 (58.6)                 | 12.3 (54.1)                 | 17.3 (63.1)                 |
| 平均最低気温 °C （°F）                                  | 9.3 (48.7)                  | 9.8 (49.6)                  | 11.7 (53.1)                 | 12.8 (55)                   | 14.9 (58.8)                 | 17.0 (62.6)                 | 18.6 (65.5)                 | 19.0 (66.2)                 | 18.0 (64.4)                 | 15.8 (60.4)                 | 12.4 (54.3)                 | 10.0 (50)                   | 14.1 (57.4)                 |
| 最低気温記録 °C （°F）                                  | 0.0 (32)                    | −0.9 (30.4)                 | 0.3 (32.5)                  | 4.3 (39.7)                  | 6.4 (43.5)                  | 9.5 (49.1)                  | 12.1 (53.8)                 | 11.2 (52.2)                 | 10.3 (50.5)                 | 6.7 (44.1)                  | 2.9 (37.2)                  | 0.0 (32)                    | −0.9 (30.4)                 |
| 降水量 mm （inch）                                      | 102.7 (4.043)               | 73.7 (2.902)                | 70.2 (2.764)                | 62.6 (2.465)                | 53.4 (2.102)                | 12.4 (0.488)                | 2.1 (0.083)                 | 5.1 (0.201)                 | 34.4 (1.354)                | 108.3 (4.264)               | 122.1 (4.807)               | 105.6 (4.157)               | 752.6 (29.63)               |
| 出典：http://www.pogodaiklimat.ru/climate2.php?id=01317 |                             |                             |                             |                             |                             |                             |                             |                             |                             |                             |                             |                             |                             |

### 地域

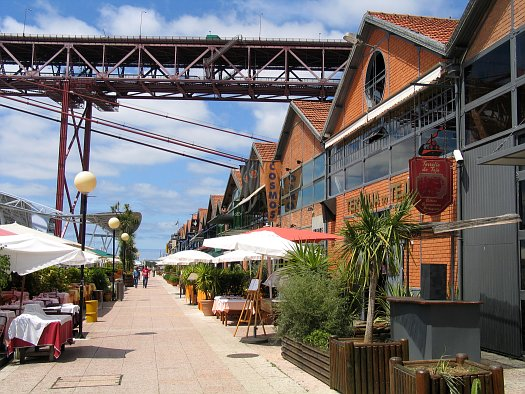
流行の地区となっているアルカンタラの埠頭

リスボンの住民は、リスボンの場所をより一般的に歴史的なバイロ (en) （地区）で表現する。これらの地域の範囲ははっきりとは定められておらず、共通の歴史文化やランドマークとして確認できる建築物、暮らしの水準や地元の雰囲気により独特の地区として認識されている。バイロ・アルト（Bairro Alto）やアルファマ（Alfama）、シアード（Chiado）などがその例である。

#### 行政教区

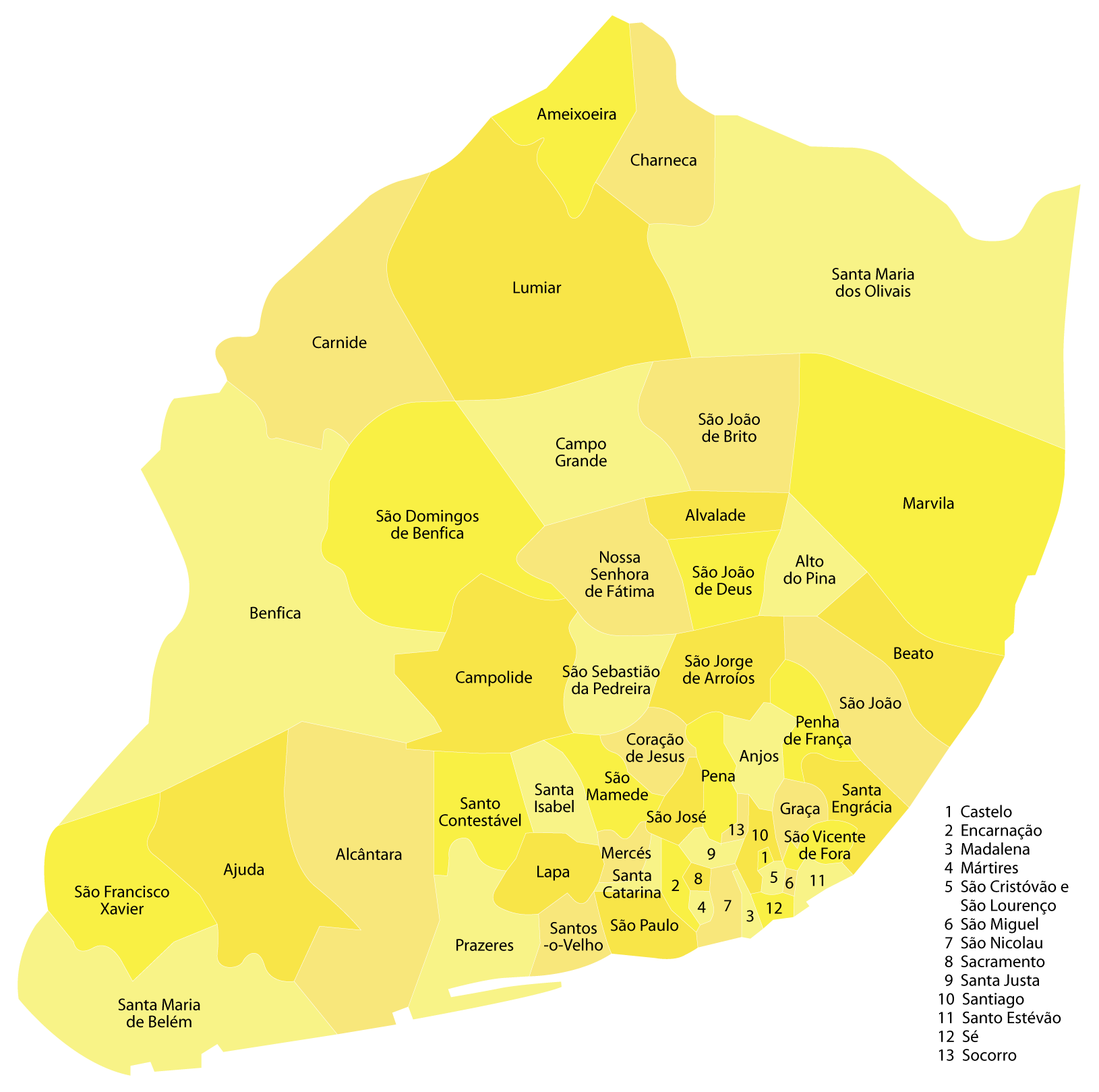
リスボンの行政教区 (freguesias)

リスボン市は行政教区であるフレギジーア（freguesias）と呼ばれる53の下位の行政区画に2012年11月まで分けられていた。新しい法律("Lei n.º 56/2012") によりフレギジーア数は24に減っている。
| - Ajuda - Alcântara - Alto do Pina - Alvalade - Ameixoeira - Anjos - Beato - Benfica - Campo Grande - Campolide - Carnide - Castelo - Charneca - Coração de Jesus | - Encarnação - Graça - Lapa - Lumiar - Madalena - Mártires - Marvila - Mercês - Nossa Senhora de Fátima - Pena - Penha de França - Prazeres - Sacramento - Santa Catarina | - Santa Engrácia - Santa Isabel - Santa Justa - Santa Maria de Belém - Santa Maria dos Olivais - Santiago - Santo Condestável - Santo Estêvão - Santos-o-Velho - São Cristóvão e São Lourenço - São Domingos de Benfica - São Francisco Xavier - São João - São João de Brito | - São João de Deus - São Jorge de Arroios - São José - São Mamede - São Miguel - São Nicolau - São Paulo - São Sebastião da Pedreira - São Vicente de Fora - Sé - Socorro |

#### アルカンタラ
今日では完全に中心部になっているが、かつては単なるリスボンの郊外に過ぎず、ほとんどは農場や邸宅が占めていた。16世紀には小川があり、貴族たちが自分たちの小舟で遊覧していた。19世紀後半を通して、アルカンタラ地区は多くの小さな工場や倉庫が建ち並ぶ工業地区となった。100年を経て、この地域では多くの魅力的で古い建物は失われ、小川（村の女性たちが洗濯する場）もなくなった。
1990年代初期、アルカンタラは多くのパブやディスコにより若者を惹きつけるようになった。これはおもに、ほとんどが商工業用の建物からなる町の外縁の区域であることから、騒音を生み出すナイトライフと周囲の住宅地域との間の防壁としての役割を果たしていた。一方ではジェントリフィケーションが進み、いくつかの地区では再開発が行われ、街の中心に近く川の景色を望むことのできるロフト・アパートや新しいマンションの開発が集中している。

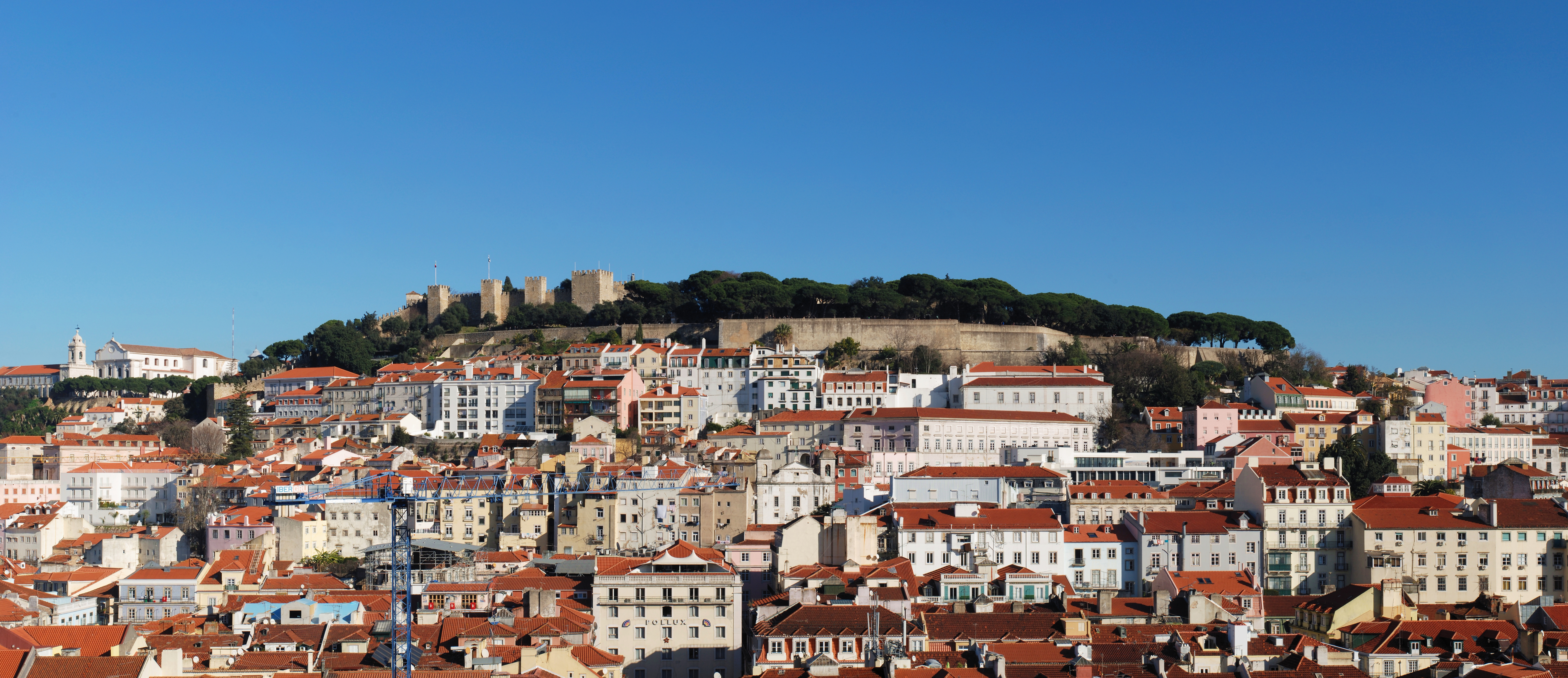
サン・ジョルジェ城

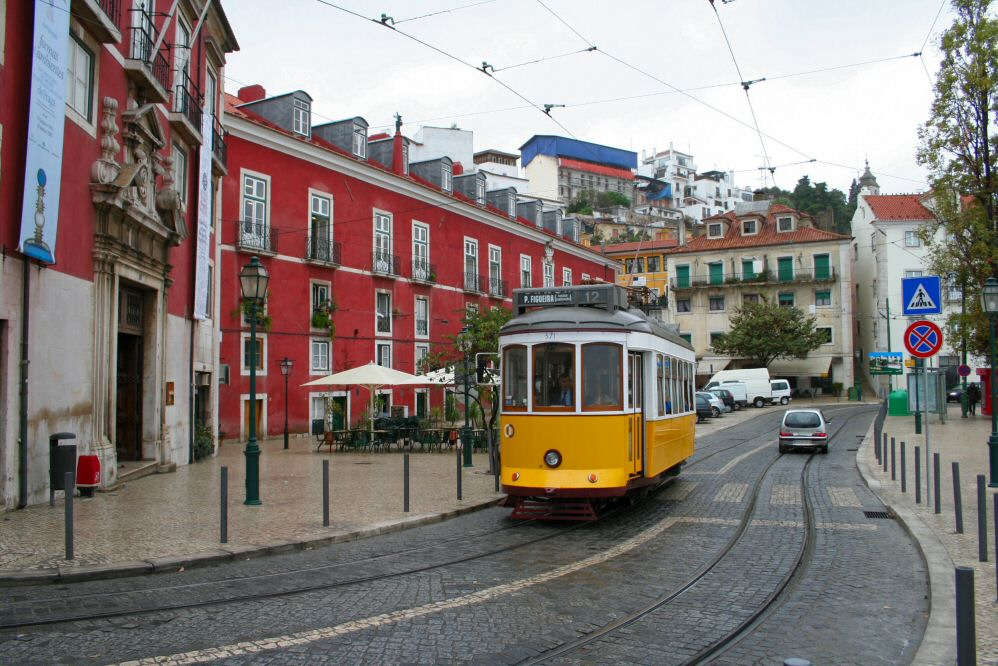
アラファマのポルタス・ド・ソルを走るトラム

#### アルファマ
リスボンでももっとも古い地区で、サン・ジョルジェ城からテージョ川にかけ南斜面に広がる。地区の名称はアラビア語のAl-hammaに由来しており、泉や浴場を意味する。ウマイヤ朝によるヒスパニアの征服の時期、アルファマは市内の大部分を占め西側のバイシャ地区に拡大した。だんだんとアルファマには漁師や貧しい人々が暮らすようになり、貧しい地区との評判は今日でも続いている。1755年リスボン地震のときには首都全体は大きな被害に見舞われたが、アルファマは複雑で密集した狭い路地と小さな広場により少ない被害で済んだ。被害から免れた歴史的な地区には、住宅や小さな店、ファドのバーやレストランなどさまざまな用途に建物が使われている。新しい建物も建てられてきたが、古い建物も別の目的に利用されたりリフォームされたりしており、現代化の傾向は地区を活気づけている。

#### バイロ・アルト
バイロ・アルト（Bairro Alto）はポルトガル語で「高い地区」を意味し、リスボンの中心地区の一つである。住宅や商業、娯楽の地区で、若者を惹きつけるポルトガルの首都のナイトライフの中心である。バイロはリスボンのパンクやゲイ、ヘヴィメタル、ゴス、ヒップホップ、レゲエなどそれぞれのシーンの拠点で、クラバやバーに専門性を与えている。ポルトガルの民族歌謡であるファドは新しいナイトライフでも残っており、バイロ・アルトに集まる群衆には文化や娯楽の多文化が混在している。

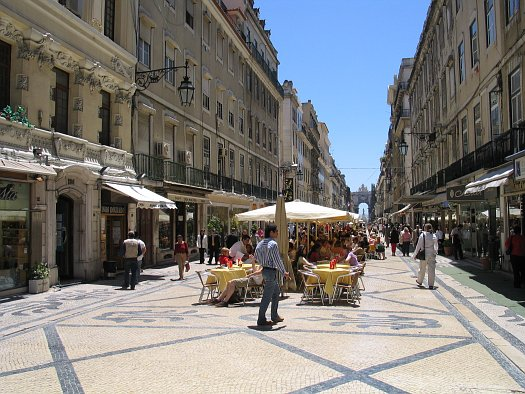
バイシャのアウグスタ通りコメルシオ広場へ続いている。

#### バイシャ
バイシャ・ポンパリーナはリスボンのダウンタウンで街の中心で、単にバイシャと呼ばれることも多い。バイシャ・ポンパリーナは洗練された地区である。おもにリスボン地震のあとに造られ、その名称はジョゼ1世下で宰相でポルトガルの啓蒙時代に鍵となる人物であったポンバル侯爵セバスティアン・デ・カルヴァーリョの名から取られている。1755年の震災後、公爵はリスボンの再建に関して厳しい条件と建設指針を課し、震災前の地区を特徴づけていた本来の通りは現在の格子状の通りへと変わった。結果として、バイシャ・ポンパリーナは耐震建築の最初の一例となった。
建築のモデルは兵士たちを周辺で行進させ、地震に見立てて試験が行われた。注目されるポンパリーナ構造には「ポンパリーナ・ケージ」も含まれ、地震の力を分散することを目的とした対称的な木製の格子状の骨組みと、火災の広がりを防ぐためテラス間の壁が屋根材より高く造られた特徴が含まれる。

#### ベレン

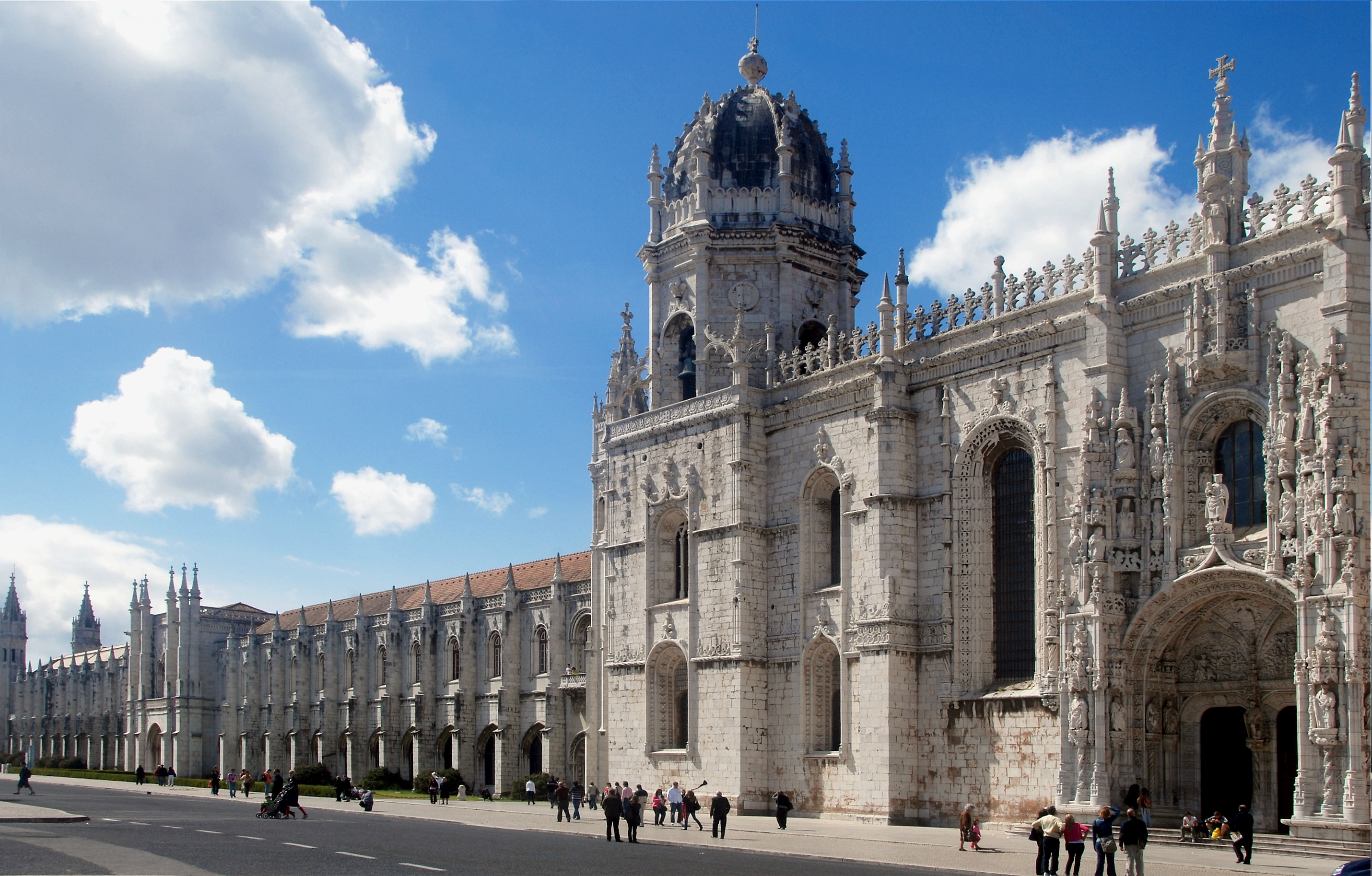
ジェロニモス修道院はポルトガル中でも最も人が訪れる建物の1つ。

ベレン地区は多くの偉大なポルトガルの探検家が発見の旅に出た場所として有名である。特にヴァスコ・ダ・ガマは1497年にインドへ向けここから旅立ち、ペドロ・アルヴァレス・カブラルは1499年にブラジルへ向け旅立った。以前の王室の宮殿であった、17 - 18世紀を特徴づけるベレン宮殿があり、現在ではポルトガル大統領の官邸で、アジュダ宮殿は1802年に始まったが未完のままである。ベレン地区でもっとも有名で特徴となる塔はベレンの塔で、そのイメージはリスボンの観光局でずっと使われている。この塔は要塞化された灯台としてマヌエル1世（1515 - 1520）の統治期に建てられ、港の船の出入りを監視していた。この塔はテージョ川の右側の小さな島に建っていて、周囲は水辺である。ベレンのほかの有名な歴史的建築物にはジェロニモス修道院があり、ベレンの塔はこの建物の一部を守るためにも建てられている。ベレンでもっとも現代的な特徴を持つのは発見のモニュメントである。ベレンの中心はインペリオ広場（Praça do Império）で、大噴水を中心とした庭園は第二次世界大戦時に設計された。庭園の西側はベレン文化センターである。ベレン地区はもっとも人が訪れるリスボンの地区の1つである。

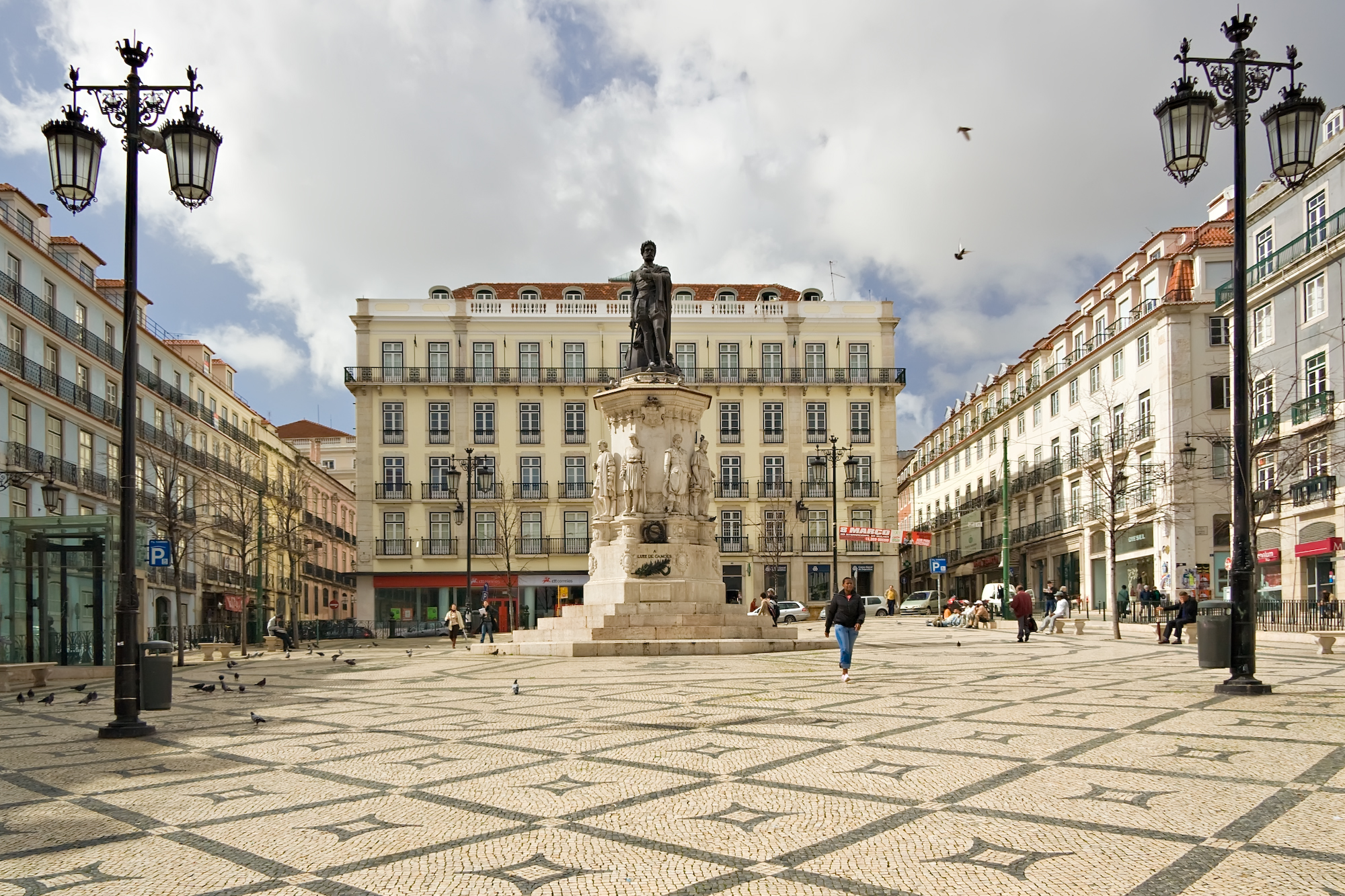
ルイス・デ・カモンイス広場はシアード地区の活動の中心。

#### シアード
シアードは従来からのショッピングエリアで、昔からの店や現代の店が混ざりカモル通りやガレット通りに特に集中している。地元の人や観光客はシアードで本や服、陶器類を買ったりカフェを楽しんだりしている。シアードでもっとも有名なカフェにはカフェ・ア・ブラジレイラがあり、常連客にはフェルナンド・ペソアもいた。いくつかの建物は1988年の火災により焼失し、これはポルトガル国民に深い衝撃を与えた。著名な建築家であるアルヴァロ・シザがコーディネートした10年を超える再建計画によって、影響を受けた地区は復興している。

#### エストレラ
バロック様式と新古典主義建築のエストレラ大聖堂はこの地区のメインとなる呼び物である。巨大な教会には大きなドームを擁し、リスボン西部の丘の上に建っており遠方からでもよく見ることができる。建築様式はマフラ国立宮殿に似ており、後期バロック様式と新古典主義建築である。ファサードは2つの鐘楼に聖人や寓意的な彫刻が含まれる。サン・ベント宮殿には共和国議会と首相公邸があり、この地区にある。

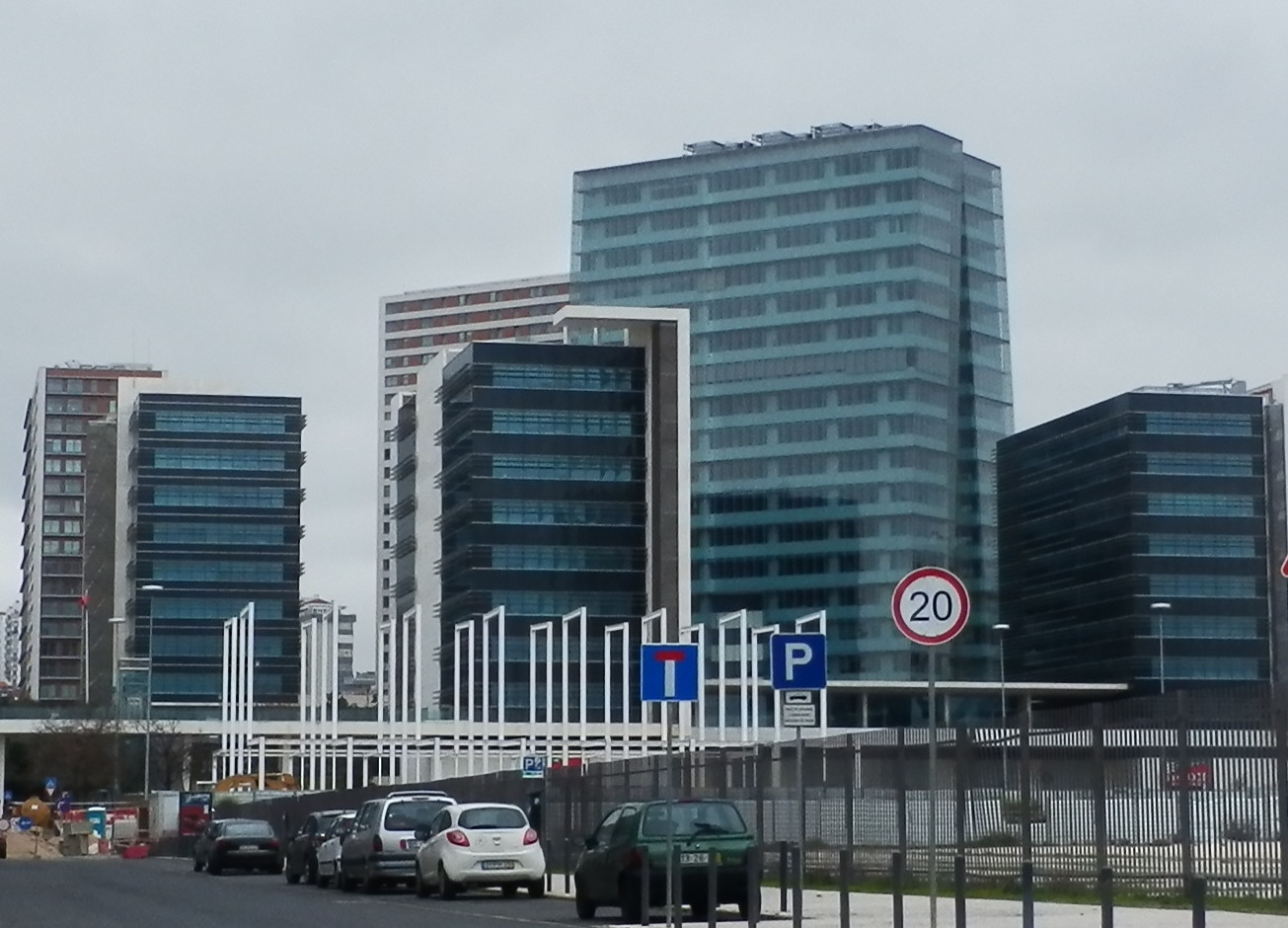
パルケ・ダス・ナソンイスの景観

#### パルケ・ダス・ナソンイス
パルケ・ダス・ナソンイス（Parque das Nações）はリスボンの新興地区で、リスボン国際博覧会からつながる都市再生計画でExpo'98としても知られる。この地区は大きく変化し、パルケ・ダス・ナソンイスには未来的な容貌を与えている。長い間変わらなかった地域は、リスボンの新しいショッピングエリアやハイエンドな住宅地に変貌した。地区の中心部にはオリエンテ駅があり、リスボンの主要な鉄道やバス、タクシー、地下鉄の交通の中枢になっている。ガラスやスチールの円柱はゴシック様式に触発されたもので、全体の構造は日差しや夜のイルミネーションにより視覚に魅力を与えている。駅のデザインはバレンシアの建築家サンティアゴ・カラトラバによる。通りはヴァスコ・ダ・ガマ・モールから博覧会の会場であった国際公園（Parque das Nações）へ続いている。地区には新しい建物につながるペデストリアンデッキやレストラン、庭園、リスボンカジノ、国際見本市会場（FIL）、カモンイス劇場、リスボン水族館がある。アトランティコ・パビリオンはリスボンの多目的アリーナになっており2万人が収容でき、コンサートやバスケットボールのトーナメント戦などに使用されている。

### 人口
人口動態
リスボンの市域人口は2011年現在54万7,631人で、リスボン都市圏の人口は国立統計機関（Instituto Nacional de Estatística）によれば280万人以上であった。リスボン都市圏は2つのNUTS III（地域統計分類単位）が含まれ、大リスボン圏はテージョ川の北岸に沿っており、セトゥーバル半島圏は南岸に沿っている。この2つの地域を合わせてNUTS IIのリスボン地域が構成されている。リスボン市域自体の人口密度は、1平方キロメートルあたり6,458人である。

#### 都市圏
ほとんどの大都市のように、リスボンでも多くの衛星都市や郊外が周辺部に広がっており、およそ100万人以上の人々が毎日ビジネスや雇用によりそれぞれの場所からリスボンへやって来ている。カスカイスやエストリルはナイトライフでもっとも活気がある近隣の町の一つである。シントラやマフラでは美しい邸宅や景色、歴史的な場所を見ることができる。ほかのリスボン周辺の主要な自治体には、アマドーラ、オエイラス、オディヴェーラス、オディヴェーラス、ロウレス、ヴィラ・フランカ・デ・シーラやテージョ川南岸の三角州のアルマダ、バレイロ、セイシャルがある。

## 歴史
リスボンはローマ時代から知られ、13世紀以来ポルトガルの首都となった。いわゆる大航海時代（15〜16世紀ごろ）に、香料貿易で急速に発展したことで著名な都市である。18世紀の1755年には大地震に見舞われ、甚大な被害を受けた。

### ローマ以前

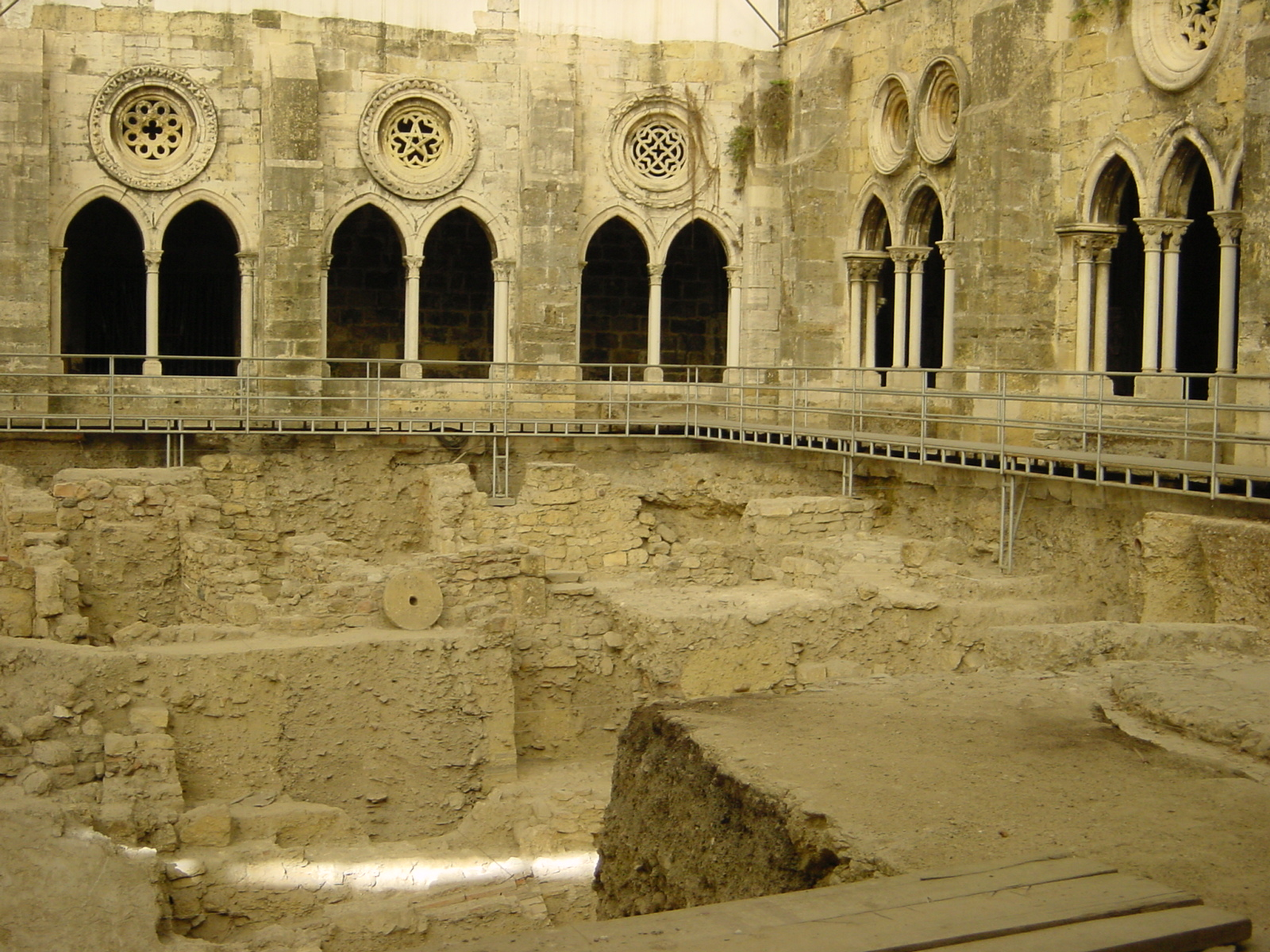
フェニキアの遺跡発掘、リスボン大聖堂。

考古学的な発見から、フェニキア人の影響は紀元前1200年にさかのぼることが提唱され、おもな歴史家はフェニキア人の交易地が現代の都市の中心である城丘の南斜面辺りを占めていた可能性があると考えている。テージョ川の河口に保護された港は、集落やシリー諸島やコーンウォールへ航海するフェニキア人の船に安全な港を提供するには理想的な場所であった。新しい街はフェニキア語で安全な港を意味するAllis Ubboと名付けられた可能性があり、リスボンの元になる地名学の説の一つとなっている 。ほかの説では集落がローマ以前のテージョ川の名称（LissoやLucio）を取ったことが提唱されている。テージョ川の集落は内陸部の部族にとって、貴金属や塩、彼らが獲った塩漬けの魚の販路や古代に著名であったルシターノ馬を売るなど交易の中心として重要であった。中世のリスボン大聖堂の下から紀元前8世紀からのフェニキアの遺跡が発見されたが、現代の歴史家は遺跡は古代の先住民の集落（オッピドゥム）の1つで、せいぜいそれは陶器や工芸品によりフェニキア人との商業的なつながりであったと考えている。
リスボンの名称は地理学者でヒスパニア出身のポンポニウス・メラにより、ラテン語でUlyssippoで書かれた。その後、ガイウス・プリニウス・セクンドゥスにより「Olisippo」と言及され、ギリシャ人はOlissipo (Ολισσιπών) やOlissipona (Ολισσιπόνα）と言及した。伝説によれば、この地はオデュッセウスにちなんで命名され、入植地は彼がギリシャとの連合から逃れるためイリオスから去ったあとに創建された。のちにギリシャ名は俗ラテン語にOlissiponaの形式で表れている。

### ローマ時代

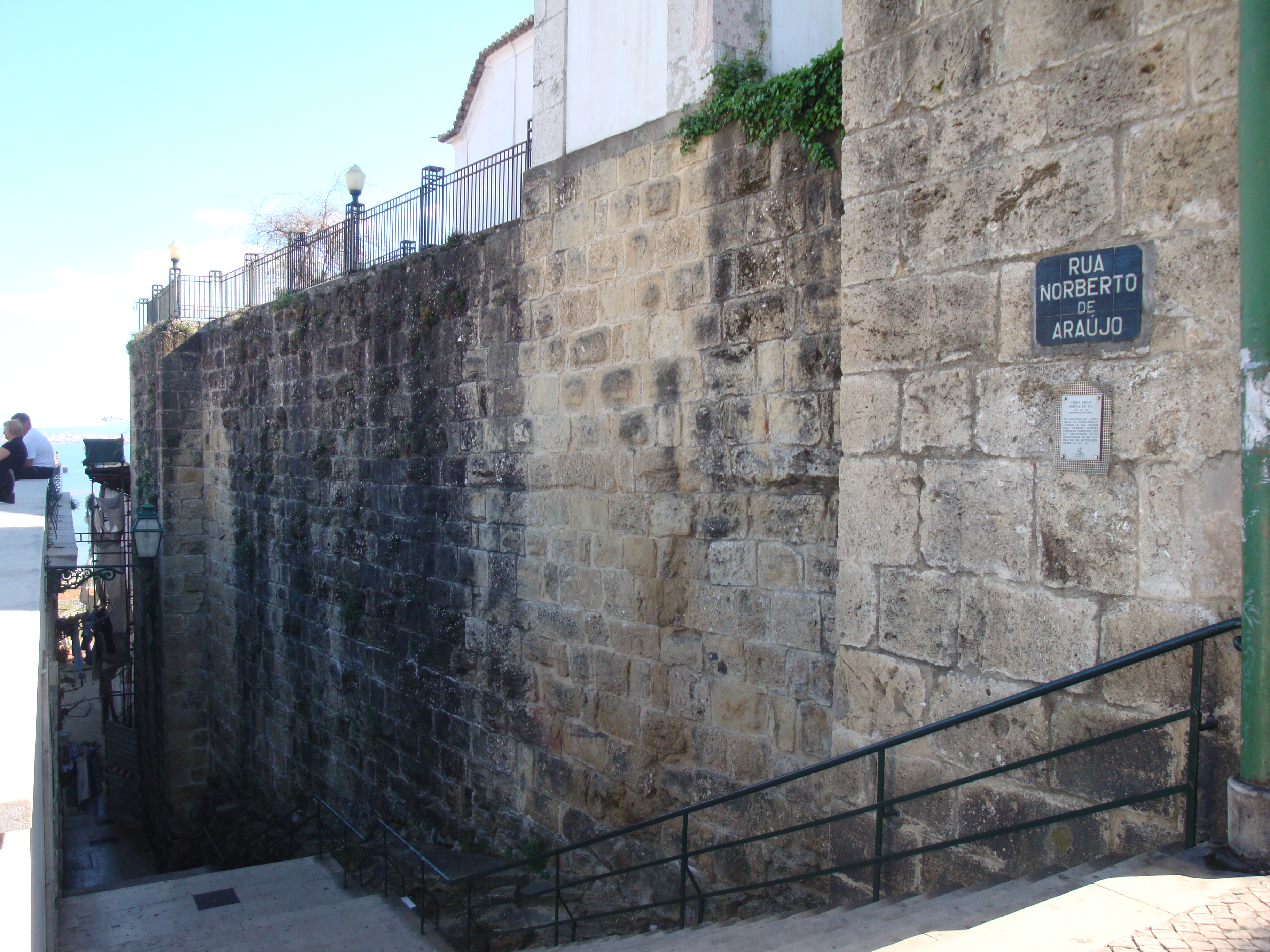
ローマ時代の城壁の一部。

ポエニ戦争中のハンニバルの敗北に続いて、ローマはカルタゴのもっとも価値がある領地であるヒスパニアを奪うことを決意した。ヒスパニア東部でスキピオ・アフリカヌスにより敗北したカルタゴの軍隊は、デキムス・ユニウス・ブルートゥス・カッライクスがリードする西部の和平を許している。デキムスはオリシッポOlissipoの同盟（北西部のケルト人の部族に対抗するためローマ軍団と一緒に戦う男を派遣する）を獲得し、Municipium Cives Romanorum Felicitas Juliaとして帝国に統合された。地元の権威者は50キロメートルにわたり自らの支配が認められ、税の免除や市民にはローマ市民権の特権が付与されローマの属州であるルシタニアに統合されている。ルシタニアの主都はエミレタ・アウグスタであった。ローマの支配していた期間には、ルシタニア人の襲撃や反乱から入植地の周りには壁の建設を必要とした。
アウグストゥスの統治の時代、ローマ人は巨大な劇場やカシアンの浴場、ユーピテルやディアーナ、キュベレー、テーテュースやフリギアの概念（小アジアからの珍しいカルト）からの神殿、それらに加えて皇帝への神殿やフィゲイラ広場の下の大きなネクロポリスやフォルム、インスラなど城丘と歴史的な都市の中心部の間に建てた。
都市は海賊を排除して進んだ技術を取り入れ、フェリキタス・ユリア（Felicitas Julia）はローマの属州であるブリタニアの、特にコーンウォールやラインとの交易の中心となった。経済は力強く、オリッシポ（Olissipo）はガルム（魚醤の1種で、帝国のエリート層に珍重されアンフォラでローマに輸出されていた）やワイン、塩、馬の繁殖で知られ、ローマの文化は後背地に浸透しつつあった。幅の広い街道によりヒスパニア西部やほかの大都市であるヒスパニア・タッラコネンシスのブラカラ・アウグスタ（現代のブラガ）、ルシタニアの主都であるエメリタ・アウグスタ（現代のスペインのメリダ）と結ばれていた。都市はJuliiとCassiaeの2つの一族が占める寡頭制の議会によって支配されていたが、地方の統治はローマの名誉総督か皇帝のティベリウスによるものであった。住民の大半がラテン語の話者というなかで、大きなマイノリティーのギリシャ人の商人や奴隷も暮らしていた。
オリッシポは帝国西側のもっとも大きな都市のように、キリスト教普及の中心であった。最初のリスボン総主教がPotamius（356年）であった証明や、いくらかの殉教者がキリスト教迫害の時期にありメリダのエウラリアなどは重要な例である。当時のローマ帝国の衰退により、オリッシポは重要なキリスト教の中心となっていった。

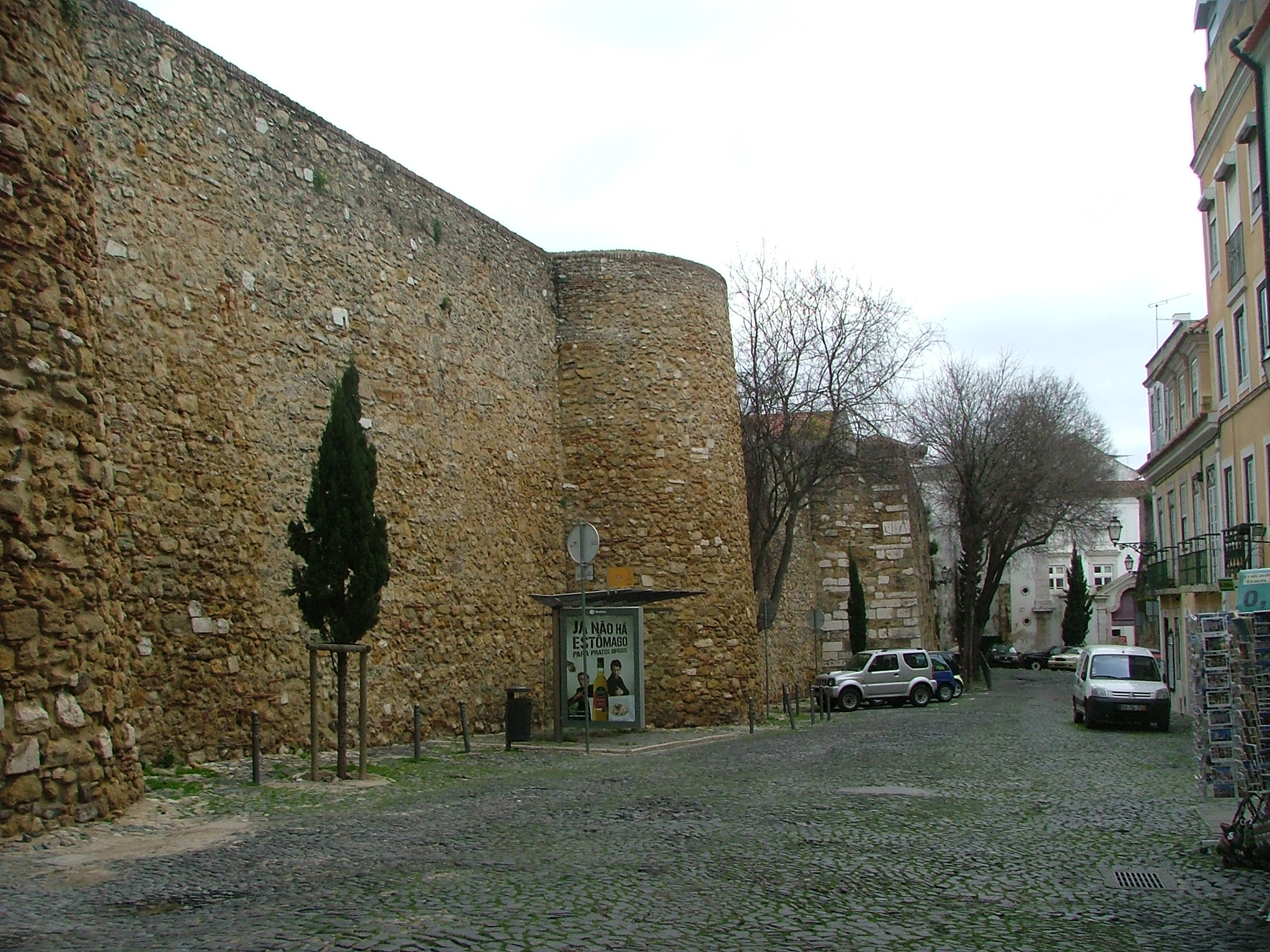
アラファマのサン・ジョルジェ城のムアー人の城塞。

ローマ帝国の崩壊に続いて、蛮族の侵入があり409年から429年に街は連続してサルマタイやアラン人、ヴァンダル族に支配された。スエビ族はガラエキア（現代のガリシア州やポルトガル北部）に王国を制定し首都をブラカラ・アウグスタ（Bracara Augusta）に置いて、リスボン地域は585年まで支配下に置いていた。585年、スエビの王国はゲルマン系の西ゴート族のトレドの王国に一体化された。この王国はイベリア半島のすべてを構成しており、リスボンはその当時ウリシュボナ（Ulishbona）と呼ばれていた。

### 中世
711年8月6日、リスボンはムーア人の勢力の手に落ちた。これらの征服者のほとんどは北アフリカや中東からのベルベル人やアラブ人で、多くのモスクや住宅が建てられ Cerca Mouraで知られる城壁が再建され支配機構が確立した。ムラディ、キリスト教徒、ベルベル人、アラブ人、ユダヤ人、ザンジュ、サカーリバなど多様な住民はそれぞれの社会的・文化的な生活様式を維持することが許可されていた。モサラベ語はほとんどのキリスト教徒の住民が話す母語であった。イスラム教は慣習として、アラブ人やベルベル人、ザンジュ、サカーリバの公式の宗教であった。キリスト教徒はズィンミーの下では宗教を維持することやジズヤと呼ばれる人頭税と引き換えに居住が認められていた。付加税を支払う見返りに、キリスト教徒とユダヤ人はイスラムの軍に参加するようなイスラム教徒に割り当てられた特定の任務から除外され、その安全はイスラム国家によって保証されていた。それ以外は、キリスト教徒とユダヤ人は財産の法律の下では契約や義務に関してはイスラム教徒と等しかった。
イスラムの影響は現代でもアルファマ地区に残っており、1755年リスボン地震でも生き残った古いリスボンの1地区で、多くの場所の名称がアラビア語からもたらされた。短い期間、リスボンはバダホスのタイファであるRegulo Eslavoの街の中心で、そのときは独立したタイファとしてリスボン・タイファであった。

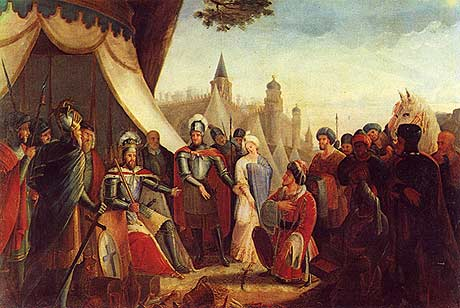
1147年のリスボン包囲でのムーア人の降伏。

1108年にリスボンはノルウェーのシグル1世が率いる十字軍により攻略されたが、彼らは聖地へ向かうノルウェー十字軍の一環であった。しかし、1111年に再びムーア人のムラービト朝に再征服されている。
1147年にレコンキスタの一環として、アフォンソ1世率いる十字軍の騎士はリスボンの包囲と再征服を行った。当時、リスボンの街には約15万4,000の市民が暮らしていたが、キリスト教の支配に戻った。ポルトガルのレコンキスタやキリスト教の再成立は、リスボンの歴史にとってはもっとも重要な出来事の1つで、年代記である『リスボンの征服に関して（Expugnatione Lyxbonensi）』に描写され、地元の聖職者は十字軍により殺され住民は聖母マリアに祈ったと伝えている。アラビア語は街の日常の生活から失われ、多く残っていたイスラム教徒の住民は力ずくでカトリックに改宗させられるか追放され、モスクは破壊されるかキリスト教教会に変えられた。
1179年にリスボンは最初の特許書（フォラル）を受けたが、アンダルスからは定期的にイスラム教徒の侵略者が住民を捕らえ奴隷にしたり、宝物を奪うなどキリスト教徒が支配するイベリアの王国に挑戦し続けていた。1189年のリスボンに対する襲撃では、ムワッヒド朝のヤアクーブ・マンスールは3,000人の女性や子どもを捕らえて行った。1255年、リスボンは新しいポルトガル人の領土の首都となり、その中心部に位置した。1290年には最初のポルトガルの大学がディニス1世によりリスボンに設立され、長年ストゥディウム・ゲネラーレは断続的にコインブラに移転し、16世紀には恒久的にコインブラ大学として設置された。
中世の最後の世紀にはリスボンの街は大幅に拡張され、北ヨーロッパや地中海の都市両方にとって重要な交易地となった。

### 近世

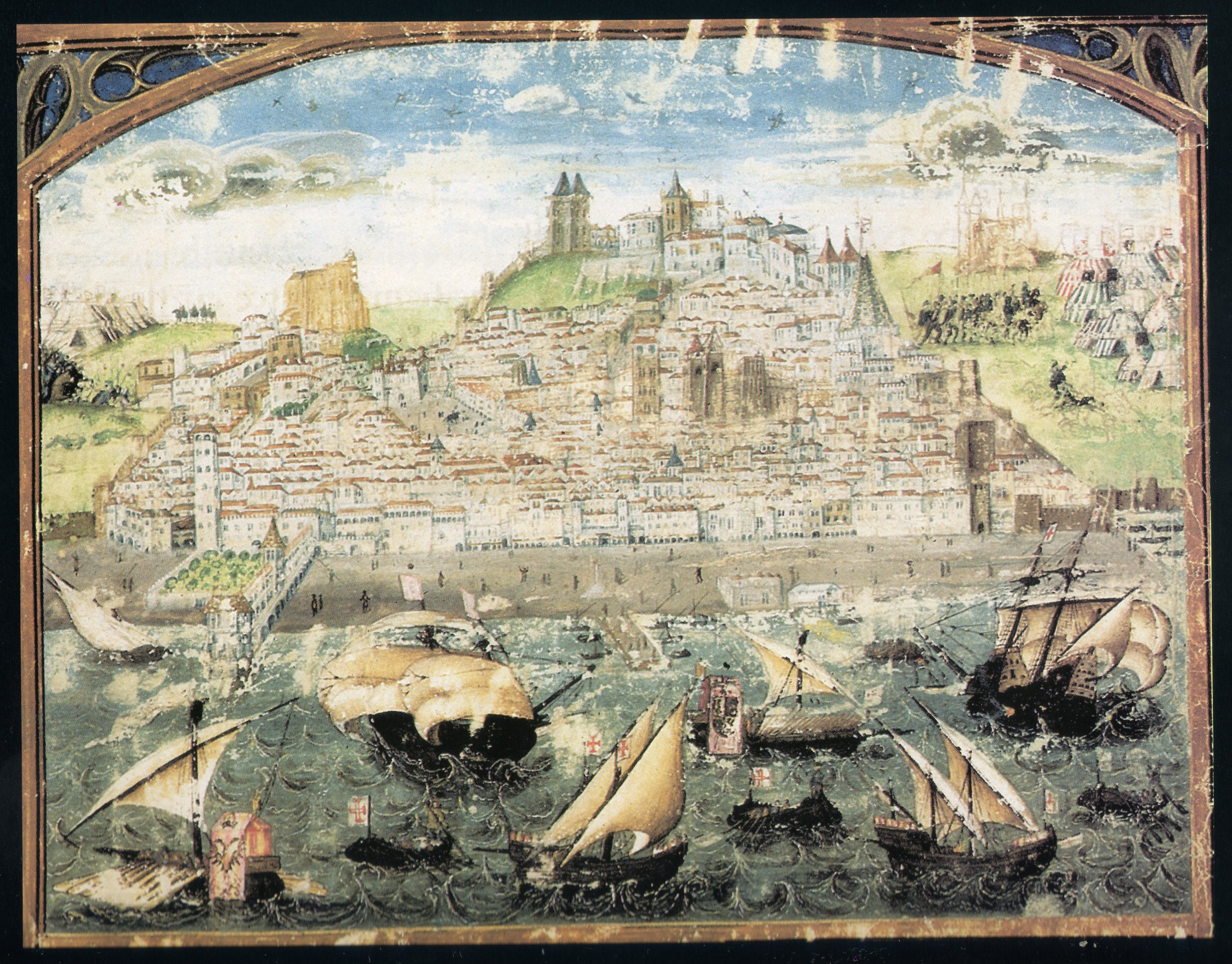
最も古くから知られたリスボンの情景 (1500–1510) Crónica de Dom Afonso Henriquesから。 by Duarte Galvão

15世紀から17世紀の大航海時代、多くのポルトガルの遠征隊がリスボンから旅立っていったが、この中には1497年にインドへ遠征したヴァスコ・ダ・ガマも含まれる。1506年には3,000人のセファルディムのユダヤ人が虐殺された。16世紀はリスボンの黄金期で、リスボンの街は航海で獲得した豊富な香辛料や奴隷、砂糖、織物、ほかのさまざまな商品により、ヨーロッパとアフリカ、インド、極東、のちにはブラジル植民地との交易の中心であった。この時代、豊富なマヌエル様式の建築が盛んになり、多くの16世紀の建築物にはその足跡が残されている。この様式には、ベレンの塔やジェロニモス修道院など世界遺産に登録されている建築物も含まれる。16世紀のリスボンの描写はダミアン＝デ＝ゴイスにより書かれ、1554年に著されている。
ポルトガルの独立は1580年のイベリア連合のあとに失われている。リスボンでは貴族やブルジョワ階級がクーデターを組織し、1640年12月1日に成し遂げ、ポルトガルの独立は回復したが、それとともにポルトガル王政復古戦争が始まった。1640年の革命により60年間続いたスペイン・ハプスブルク朝の下でのポルトガルとスペインの二重君主制は終わりを迎えたが、1640年から1668年の間にポルトガルとスペインの間では定期的な衝突が続き、これと同様に、より深刻な短期間の戦闘がリスボン条約 (1668年)が調印されるまで続いた。
18世紀初期、ブラジルからもたらされる金がジョアン5世がバロック様式の教会や劇場を街に建築することを可能にした。

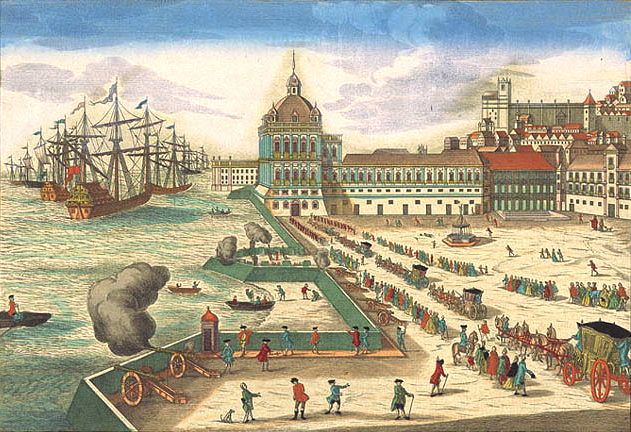
リスボン地震で破壊されたリベイラ宮殿。

18世紀以前、リスボンはいくつかの大きな地震を経験している。14世紀には8回、16世紀には1531年の1,500戸が破壊された地震や、3つの通りが消えた1597年の地震を含め5回、17世紀には3度起こっている。1755年11月1日にはリスボン地震が起こり、当時人口20万から27万5,000人であったリスボン市民のうち、およそ3万から4万人の市民が地震と津波により犠牲になり、市内の建物の85パーセントは破壊された。これによりいくつかの市内の重要な建物が失われ、リベイラ宮殿や王立トドス・オス・サントス病院は失われている。沿岸部では、リスボンから北へ80キロ離れたペニシェなどでは多くの人が津波にさらわれた。リスボンから南に30キロのセトゥーバルでは、水が建物の2階にまで達している。ポルトガル南部のアルガルヴェでも破壊は著しく、津波が沿岸部の要塞や低地の多くの住居を破壊している。いくつかの地点では津波は30メートルに達していた。アルガルヴェ沿岸の町や村のほとんどは大きな被害に遭っているが、ファロは砂丘により免れた。ラゴシュでは波が城壁の一番上まで達している。多くのポルトガルの沿岸は地震そのものの被害よりも津波の破壊的な影響の方が悲惨であった。

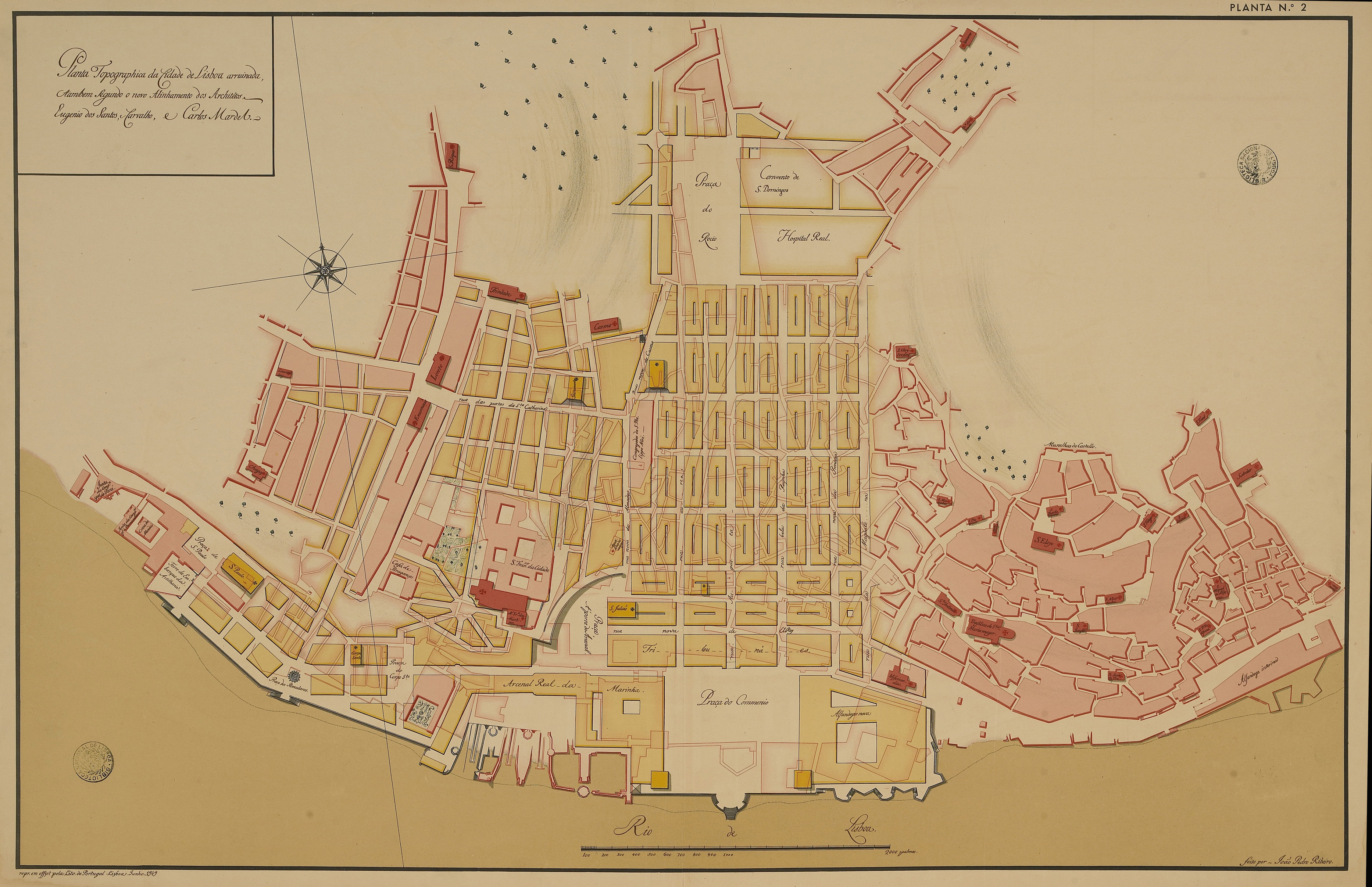
ポンバル侯爵セバスティアン・デ・カルヴァーリョのリスボンを再建するための精通した計画。

1755年のリスボンは当時ヨーロッパでも最大規模の大都市で、この大惨事はヨーロッパ中に衝撃を与え、全体の心理に深い印象を与えた。この地震のあと、市街はポンバル侯爵セバスティアン・デ・カルヴァーリョの計画によって大規模に再建された。下町ではバイシャ・ポンバリーナの開発が始まり、中世の街を再建する代わりにポンパル侯爵は地震のあとも残っていた建築物を取り壊し、近代的な都市計画の原理に従って中心部を再建することを決めた。2つの長方形の配置の広場であるロシオ広場とコメルシオ広場が再建された。

### 19世紀から現代まで

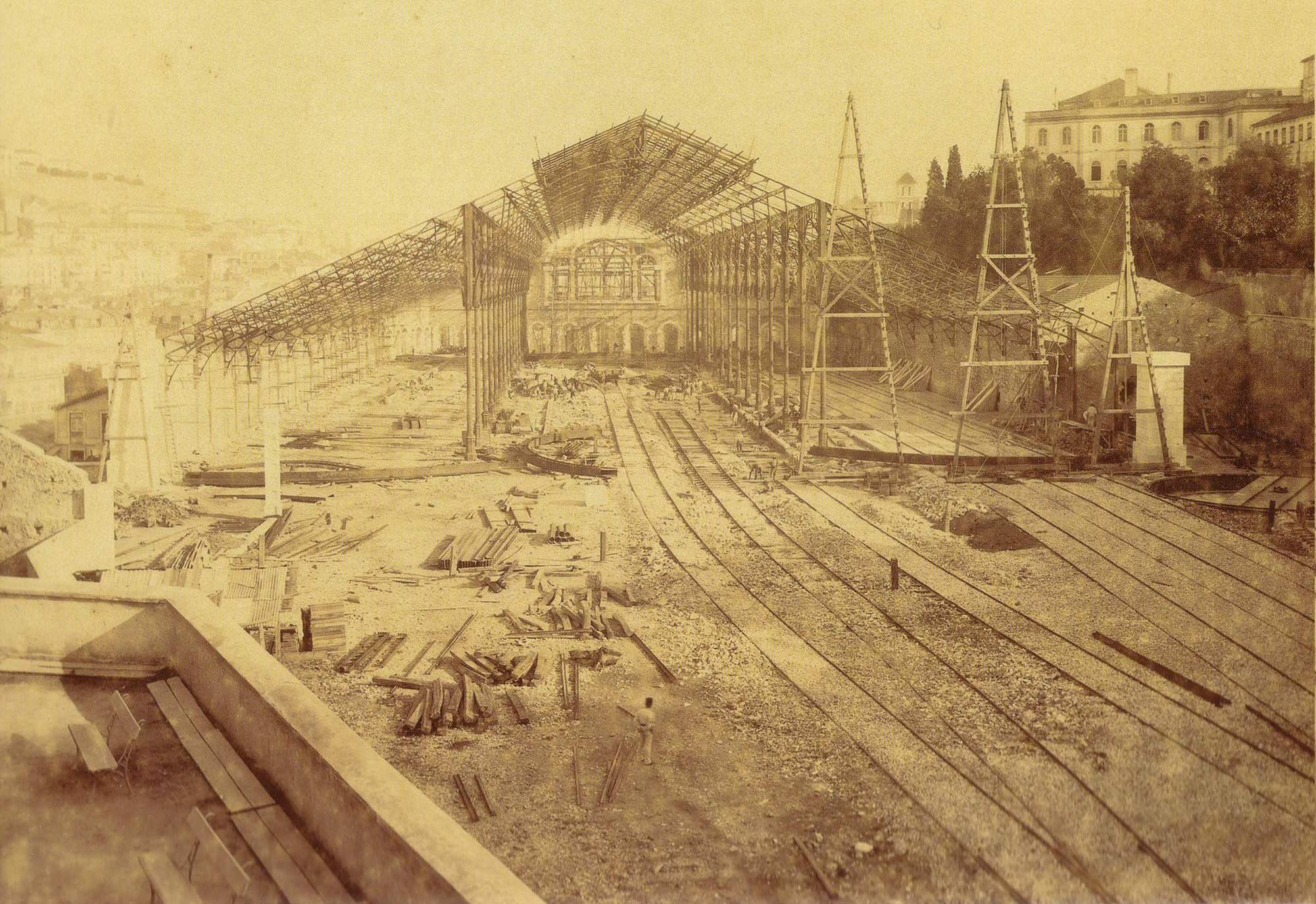
建設中のロシオ駅、1886年頃。

19世紀の最初の年、ポルトガルはナポレオン・ボナパルトの軍隊に攻め込まれ、マリア1世とジョアン6世は一時的にブラジルに逃れることを余儀なくされた。新しい王がリスボンに戻るころには、多くの建物や資産は侵略者に略奪されるか破壊された。19世紀、リベラルな動きは都市の景色に新たな変化をもたらした。主要な地区であるバイシャやシアード地区ではタバコ店やカフェ、書店、クラブ、劇場、店舗などが急増した。商工業の発展は都市の発展を決定づけ、リベルダーデ大通りは北側に伸び、通り自体はテージョ川から続いている。リスボンは1908年のカルロス1世の暗殺の場所で、これにより2年後に共和国が成立する。
リスボンでは数世紀の休止ののち、1911年に大学が再び設立され、以前の専門学校やほかの大学でない高等教育の学校が改革・統合された。第二次世界大戦中、リスボンはわずかしかなかった中立のヨーロッパの大西洋側の港で、アメリカへ向かう難民にとっては主要な玄関口で、スパイにとっては避難場所であった。10万人を超える難民がナチス・ドイツからリスボンを経由して逃れることができた。
エスタド・ノヴォ統治期（1926 - 1974）、リスボンは膨張しナショナリストやモニュメント的な計画により国内のほかの地域ではコストが嵩んだ。新しい住宅や公共の開発が建設され、ベレン地区では1940年のポルトガル博のために変えられ、人口増加により外周に沿って新しい住地区が現れた。20世紀にはリスボンは3度の革命が起こっている。最初は1910年10月5日革命で、これによりポルトガルの君主制が終わり、非常に不安定で汚職の多いポルトガル第一共和政が成立した。1926年5月28日クーデターにより第一共和政は終わりを告げ、独裁ながら安定したエスタド・ノヴォまたはポルトガル第二共和政が統治することになった。最後の革命は1974年4月25日に起こったカーネーション革命で、右翼のエスタド・ノヴォは終わり、改革が行われ現在のポルトガル第三共和政となった。

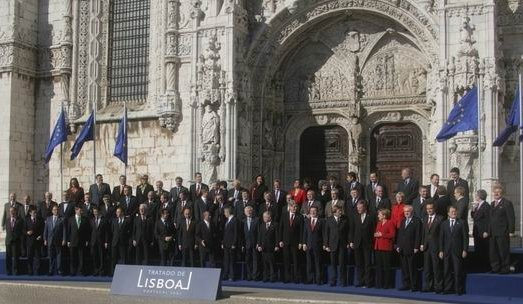
2007年にジェロニモス修道院で署名されたリスボン条約。

1990年代、多くの地区は改修され歴史的な地区では近代化の計画が制定された。いくつかの地区では建築様式や遺産となる建物の再取得、テージョ川の北側周辺ではレジャーや住宅などに用途変更、ヴァスコ・ダ・ガマ橋の建設、市の東側の地区ではリスボン国際博覧会のために用途の変更などが行われ、博覧会はヴァスコ・ダ・ガマがインドに向けての航海から500年を記念して開催されている。1988年に火災により多くのシアード地区の18世紀のポンバル様式が焼失した。一連の修復により地区は以前の姿を取り戻し、高水準のショッピング地区になっている。
リスボン戦略は欧州連合の経済に新しい活力を与えるための欧州連合の協定で、リスボンで2000年3月に調印された。2007年10月にリスボンでは欧州理事会が開催され、欧州連合の新しいガバナンスモデルについて合意に達した。その結果、リスボン条約は2007年12月13日に署名され、2009年12月1日に発行した。

## 施設

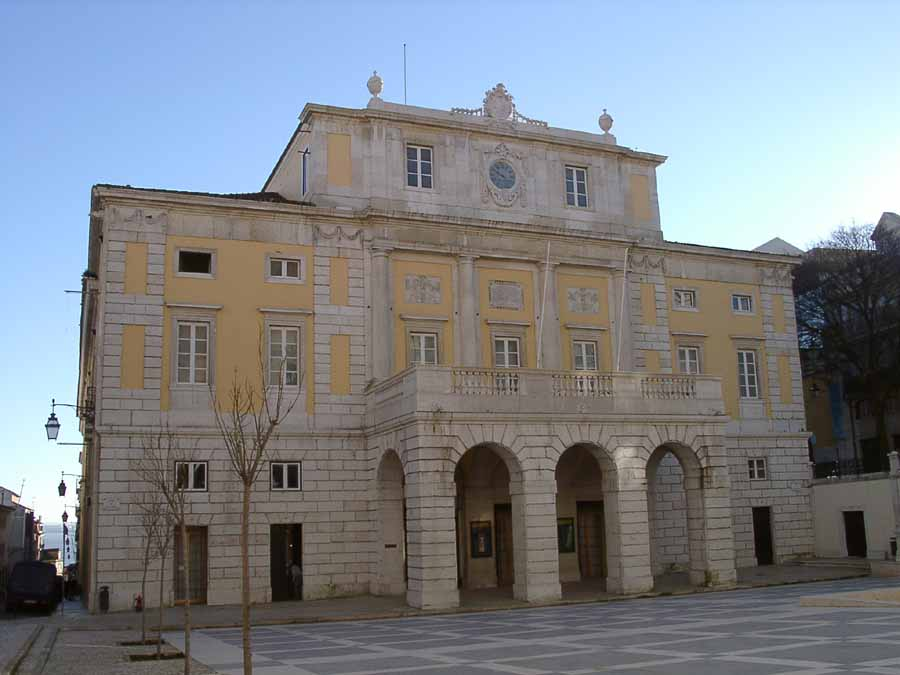
サン・カルルシュ国立劇場

### 文化施設
リスボンでは多くの博物館も訪れることができ、有名なものの中には国立古美術館、国立アズレージョ博物館、グルベンキアン美術館、国立衣装・ファッション博物館、ベラルド現代近代美術館、ベレン文化センター、リスボン電力博物館、国立馬車博物館、国立東洋博物館、ピメンタ宮殿などがある。
リスボンのオペラハウスであるサン・カルルシュ国立劇場は、おもに秋や冬に文化的な日程が組まれ活動している。ほかの主要な劇場や音楽堂にはベレン文化センター、マリア2世国立劇場、カルースト・グルベンキアン財団、'Teatro Camõesがある。クリスト＝レイ像はテージョ川南岸のアルマダに建てられているが、両手を広げ市街を見下ろす像はリオ・デ・ジャネイロにあるコルコバードのキリスト像に似ており、第二次世界大戦後にポルトガルが戦争の恐怖や破壊から免れたことの感謝を記念して建てられた。
エドゥアルド7世公園はリスボン市内ではモンサント森林公園に次いで2番目に広く、下にはリベルダーデ通りが続いており、多くの花壇や緑地があり常設の熱帯植物園エストゥファフリア（ポルトガル語: Estufa Fria）がある。公園の元の名称は自由公園（Parque da Liberdade）で、1903年にリスボンを訪問したエドワード7世に敬意を示し改名された。

## 対外関係

### 姉妹都市･提携都市
姉妹都市
リスボンは以下の都市と姉妹都市の関係を結んでいる。
- ペシャーワル, パキスタン
- ベツレヘム, パレスチナ[31]
- ブダペスト, ハンガリー
- マドリード, スペイン
- ビサウ, ギニアビサウ共和国
- カシェウ, ギニアビサウ共和国
- ルアンダ, アンゴラ
- マプト, モザンビーク
- サンパウロ, ブラジル[32]
- ブラジリア, ブラジル
- ブエノスアイレス, アルゼンチン
- マカオ, 中国
- プライア, カーボベルデ
- チュニス, チュニジア
- リオデジャネイロ, ブラジル
- サルヴァドール, ブラジル
- ザグレブ, クロアチア [33]
- マラッカ, マレーシア

## 経済
リスボン地域はポルトガルの地域では一番富裕な地域で、欧州連合の平均GDPを上回っており、ポルトガルのGDPの45パーセントを生み出している。リスボンの経済はおもに第三次産業を基盤としている。ポルトガルで事業が行われている多国籍企業の本社のほとんどは大リスボン圏に置かれ、特にオエイラスは顕著である。リスボン都市圏は工業化が進んだ地域で、特にテージョ川南岸は著しい。

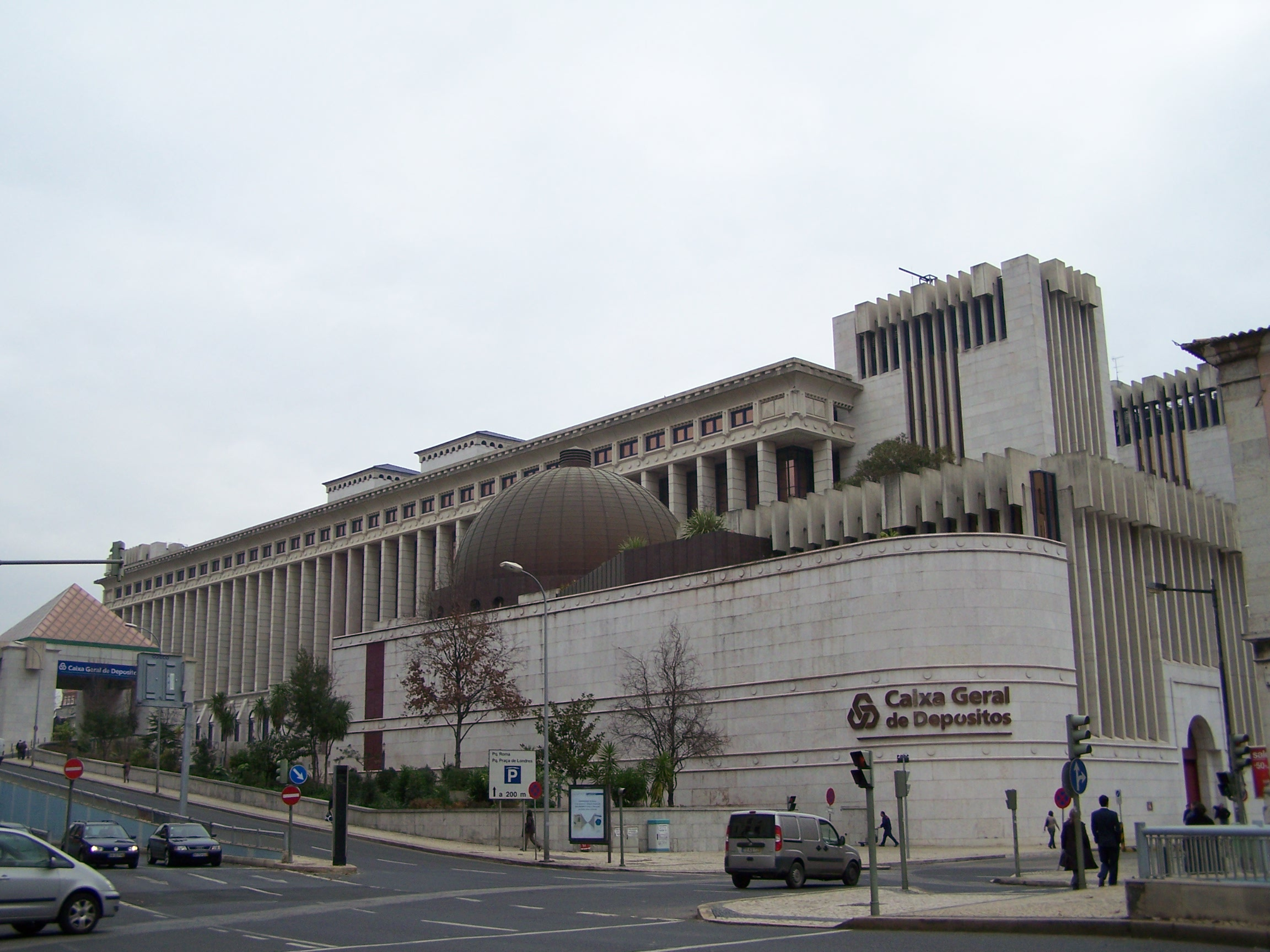
ポルトガル貯蓄銀行はリスボンを拠点とするポルトガル最大の銀行

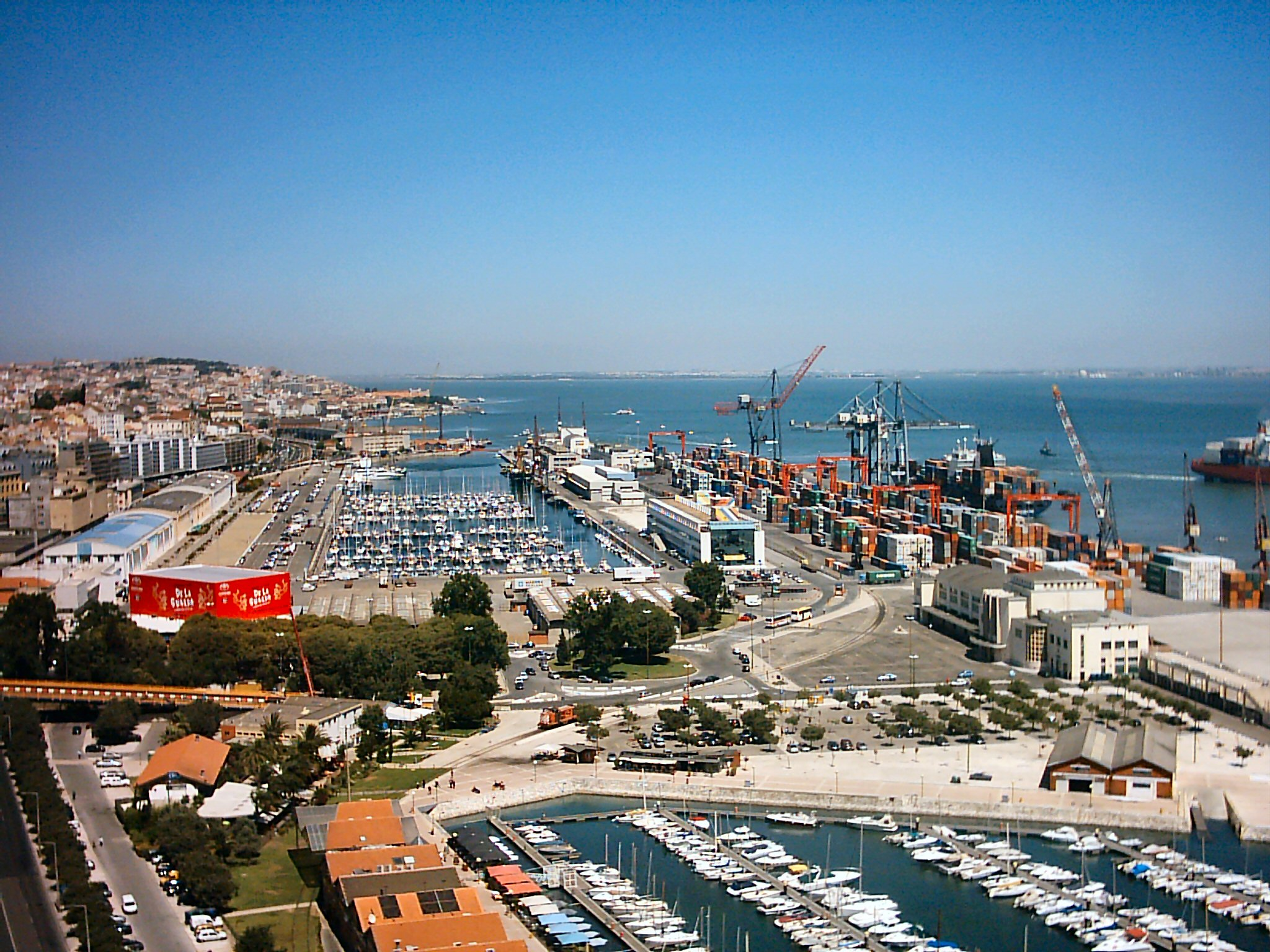
欧州でも最大規模の港であるリスボン港

欧州金融危機以前のリスボン地域の経済は急速な経済成長を示しており、GDP PPPは2万2,745ユーロ（2004） – 2万3,816ユーロ（2005） – 2万5,200ユーロ（2006) – 2万6,100ユーロ（2007）と推移していた。リスボン都市圏地域のGDPは2014年時点で963億ドルで、1人当たりでは3万2,434ドルである。
リスボンはヨーロッパ大陸においては、金融部門の成長や欧州の大西洋沿岸では1位や2位を占めるコンテナ港があることから主要な経済センターの一つである。
ユーロネクスト・リスボン証券取引所はアムステルダムやブリュッセル、パリなどの証券取引所とともに運営されているユーロネクストの一部である。リスボンの工業で石油は大きな部門を占め、テージョ川を流域では製油所や織物工場、製粉所、造船所、漁業などがみられる。
ソブリン危機のEU-IMF救済プラン前には2010年代の10年間に多くの国の公共投資を受けることが予想され、その中には新空港の建物や新しい橋、30キロメートルに及ぶ地下鉄の拡張、巨大な病院建設、マドリードやポルト、ビーゴやほかの欧州地域とを結ぶ高速鉄道の接続、町の主要部分の再整備（Marquês de Pombalの交差路からテレイロ・ド・パソの間）、多くの自転車レーン、施設の近代化や改修が含まれていた。

## 交通

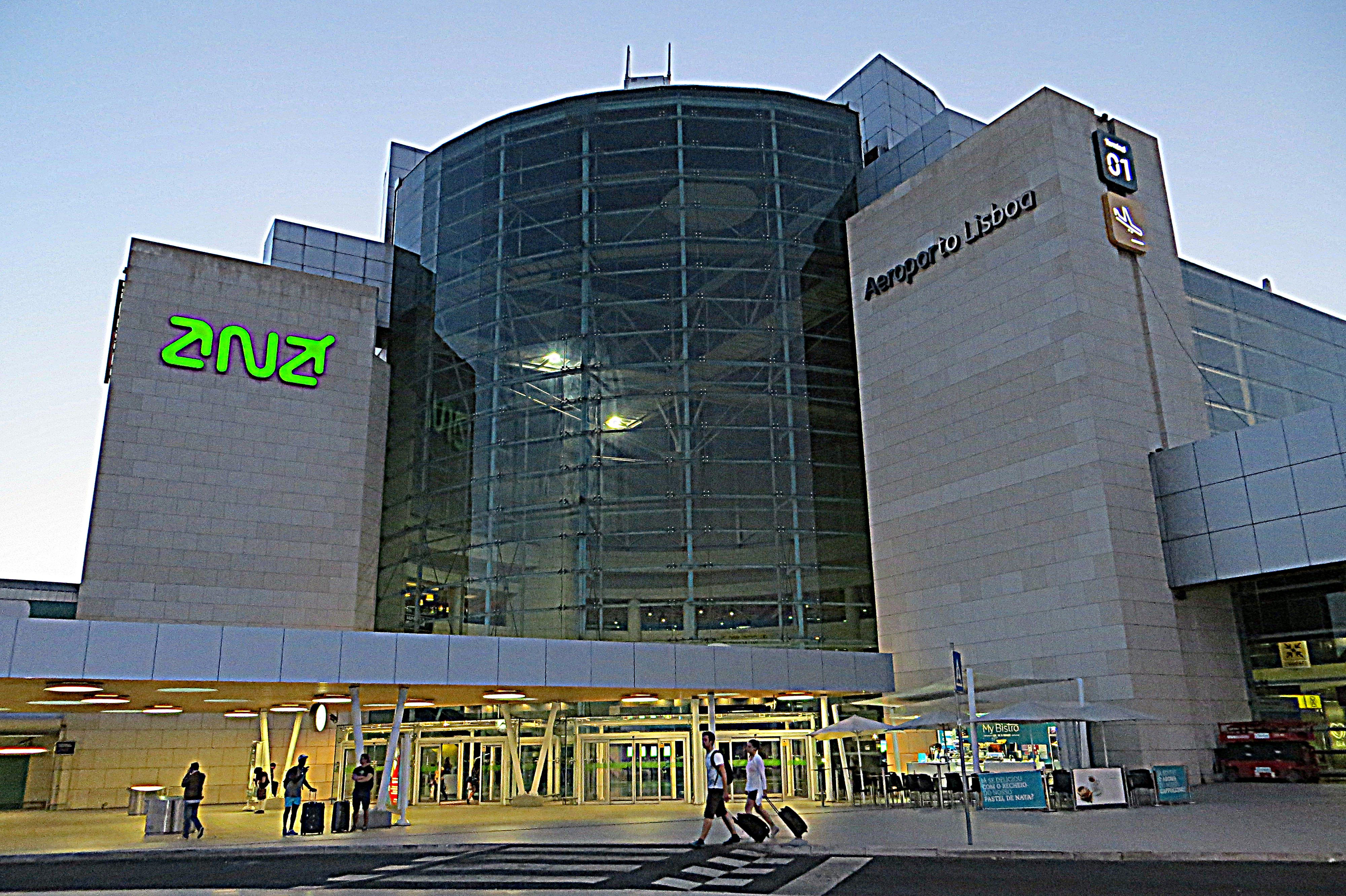
ウンベルト・デルガード空港

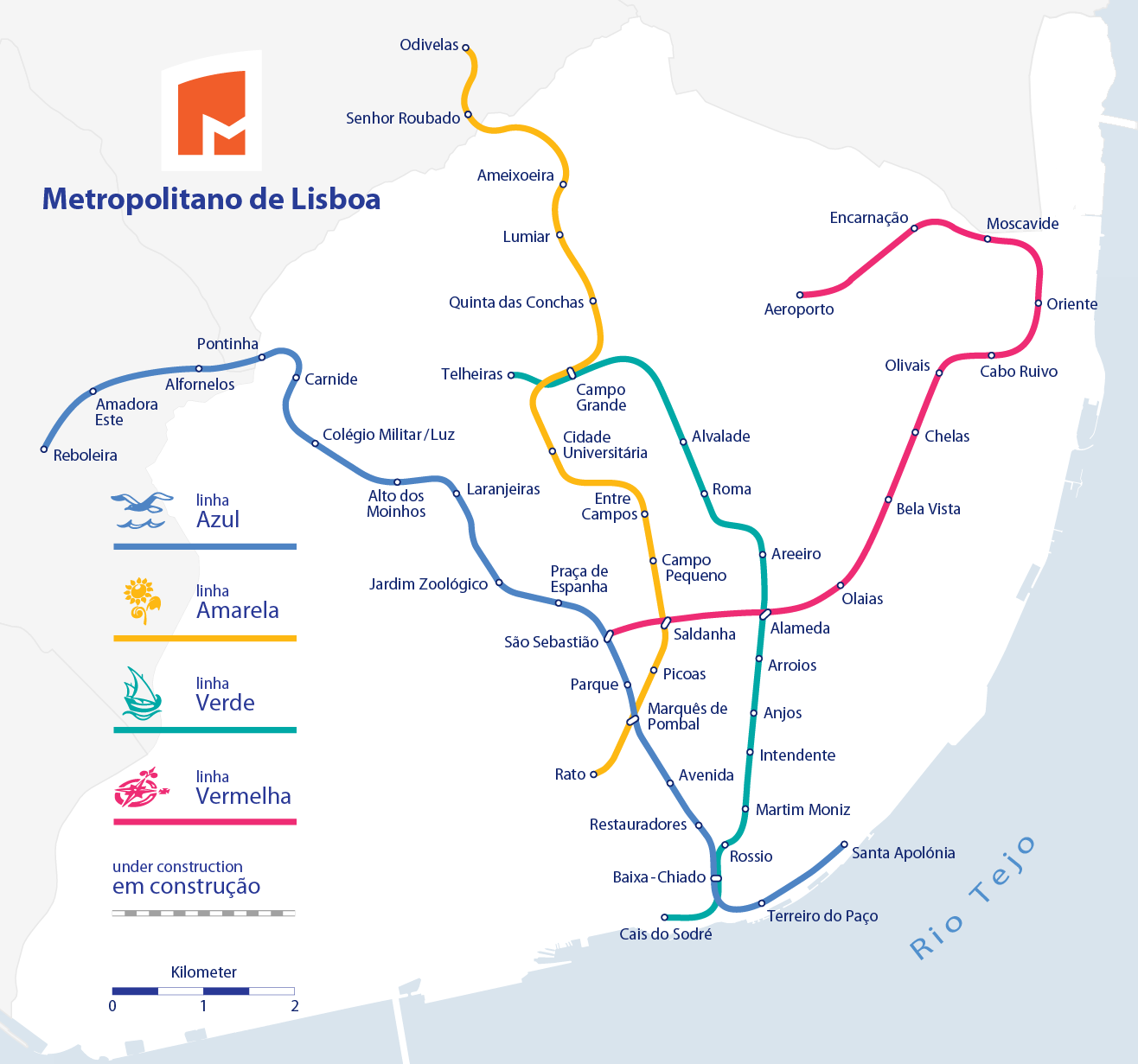
地下鉄路線

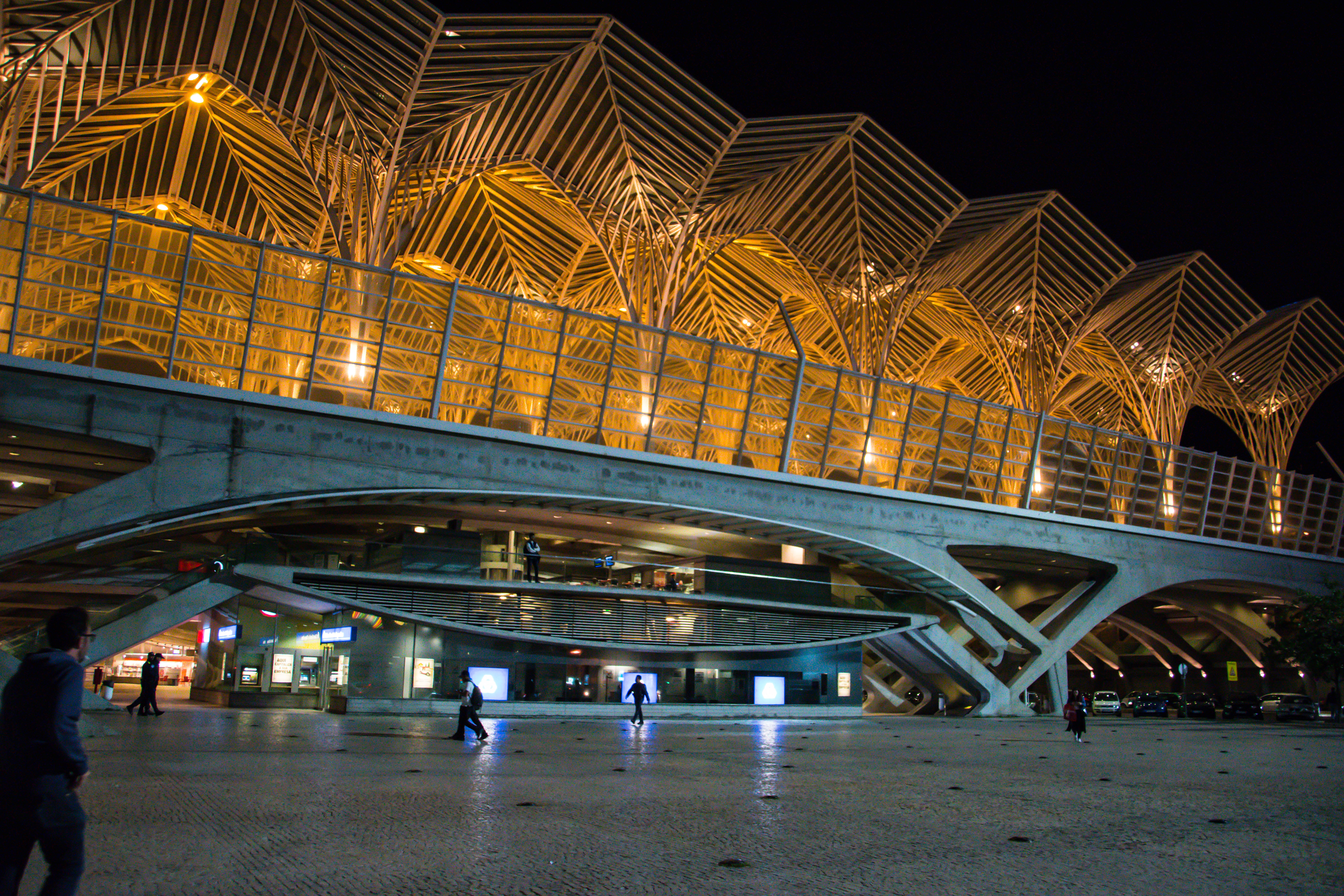
オリエンテ駅

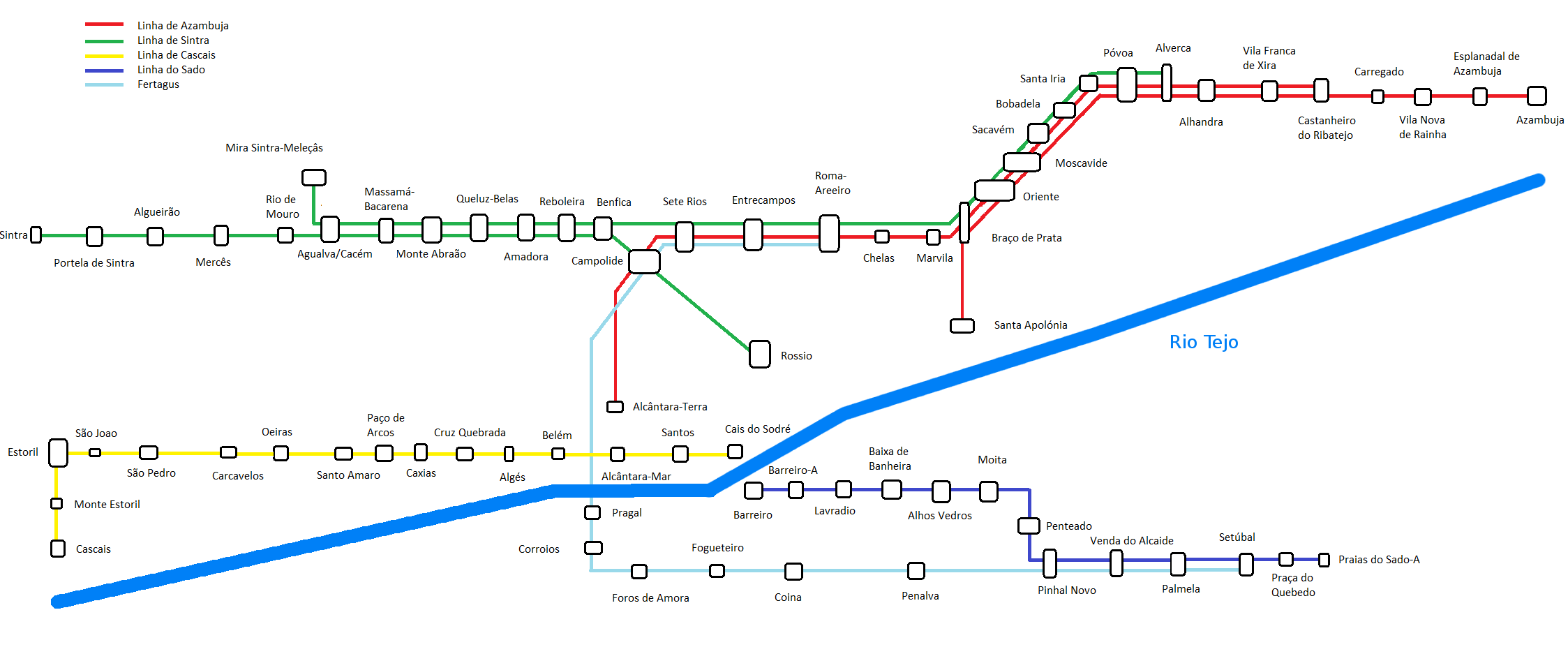
近郊電車路線

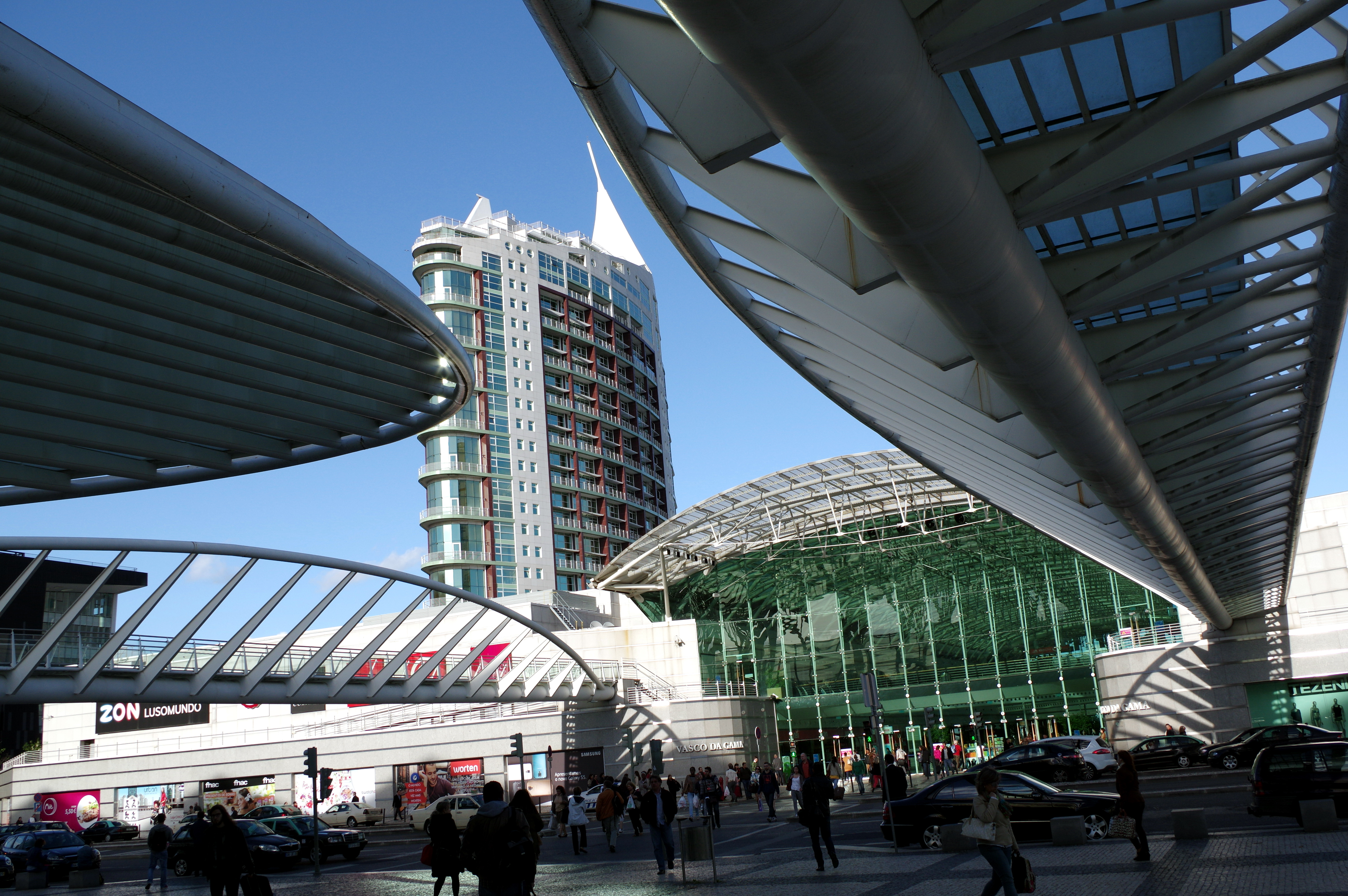
オリエンテ駅周辺

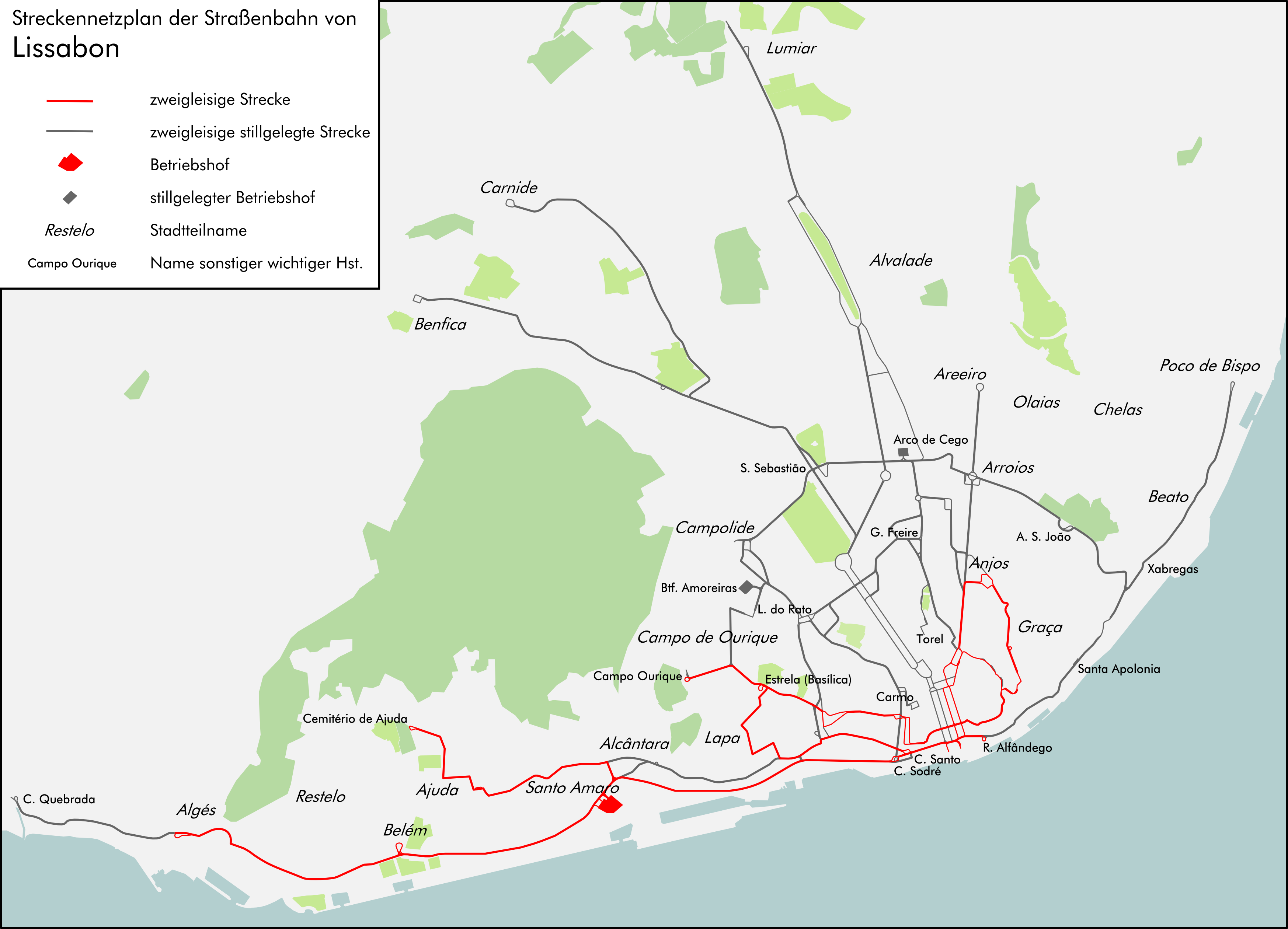
トラム路線

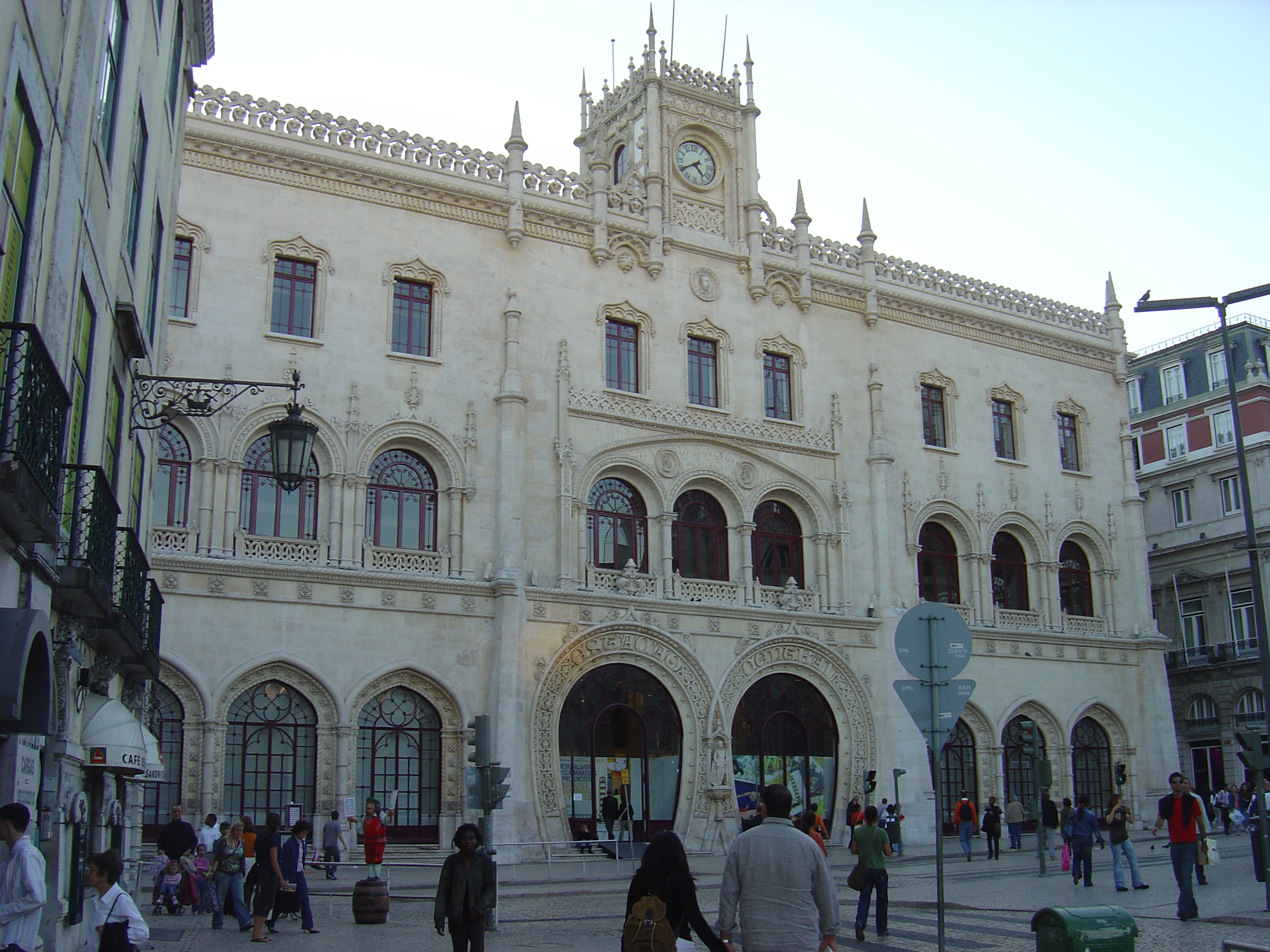
ロシオ駅

リスボンの公共交通網は非常に広範囲に広がる。バス、ケーブルカー、路面電車の運営はCompanhia de Carris de Ferro de Lisboa（通称、Carris）により1世紀以上にわたって行われている。

### 空港
ウンベルト・デルガード空港は市域に位置している。同空港にはTAP ポルトガル航空が本社や拠点を置いており、イージージェットやSATAインターナショナル、ユーロアトランティック航空、ポルトガリア航空、ホワイト・エアウェイズ、ハイフライ航空も拠点を置いている。新リスボン空港の建設が提案されたが、ポルトガルやヨーロッパの経済危機、新空港の必要性に関する長い議論のため計画は保留されている。

### 鉄道

#### 地下鉄
リスボンメトロは総延長45.5キロメートルに達し、リスボンの動脈として内陸部や東部の地区を結んでおり、現在では郊外部や空港にも通じている。路線の拡張計画では北部や西部の地区と結ぶ計画もある。

#### 国鉄
ポルトガル鉄道が運行するリスボン近郊鉄道が、アザンブジャ線、シントラ線、カスカイス線、サド線の4路線で運行されており、都心部と郊外を結んでいる。

#### 私鉄
私鉄のフェルタグスがテージョ川に架かる4月25日橋を渡りセトゥーバルとの間の路線を運行している。リスボンの主要駅はポルトガルを南北に縦断する本線上にあるオリエンテ駅、ローマ・アレエイロ駅、エントレカンポス駅、セッテ・リオス駅であり、その他カイス・ド・ソドレ駅、サンタ・アポローニャ駅、ロシオ駅などがある。

#### 路面電車
リスボンの従来からの公共交通機関には路面電車があり、19世紀に導入された当初はアメリカから輸入されたものであった。まれにamericanosと呼ばれることもあった。初期のトラムは現在でもカリス博物館（公共交通博物館）で見ることができる。現代的な車両が走る15系統以外は、リスボンの市電は4つの車輪を使った20世紀初期にさかのぼる小さな車両が使われている。これらの特徴的な黄色の市電は観光客にとっては現代のリスボンの象徴の一つで、その大きさは急な坂や市街地中心の狭い通りに適している。リスボンには近代的なライトレールの路線はないが、郊外部では新たな路線も計画されている。

### バス

#### 路線バス
リスボンからの路線バスはVimeca 、Rodoviaria de Lisboa 、Transportes Sul do Tejo、 Boa Viagem 、Barraqueiroなどの主要な運行事業者により行われ、 市内の異なったターミナルから運行されている。

### 道路
リスボンからは郊外部やポルトガル各地に向けて高速道路網が伸びている。周辺部には2ª 、CRIL、 CRELの3つの環状線が通る。

#### 橋梁
リスボンは2つの重要な橋によりテージョ川を渡った地点と結ばれている。
- 4月25日橋は1966年8月6日にサラザール橋として開通したが、カーネーション革命を経てのちに現在の名称に変わった。ヨーロッパでは一番長い吊橋。
- ヴァスコ・ダ・ガマ橋は1998年5月に開業した17.2キロメートルに及ぶヨーロッパ最長の橋。

テージョ川に架かる3つ目の橋の基礎はすでに敷設されているが、ポルトガルやヨーロッパ全体の経済危機のため全体の計画は延期されている。

### 港湾

#### フェリー
テージョ川を渡るほかの手段としてフェリーも使われている。フェリーの運営事業者であるTranstejo-Soflusaはリスボンのそれぞれ異なった地点からカシーリャス、セイシャル、モンチジョ、ポルト・ブランダン、トラファリアの間はTranstejoのブランドで、バレイロへはSoflusaのブランド名でそれぞれ運航している。

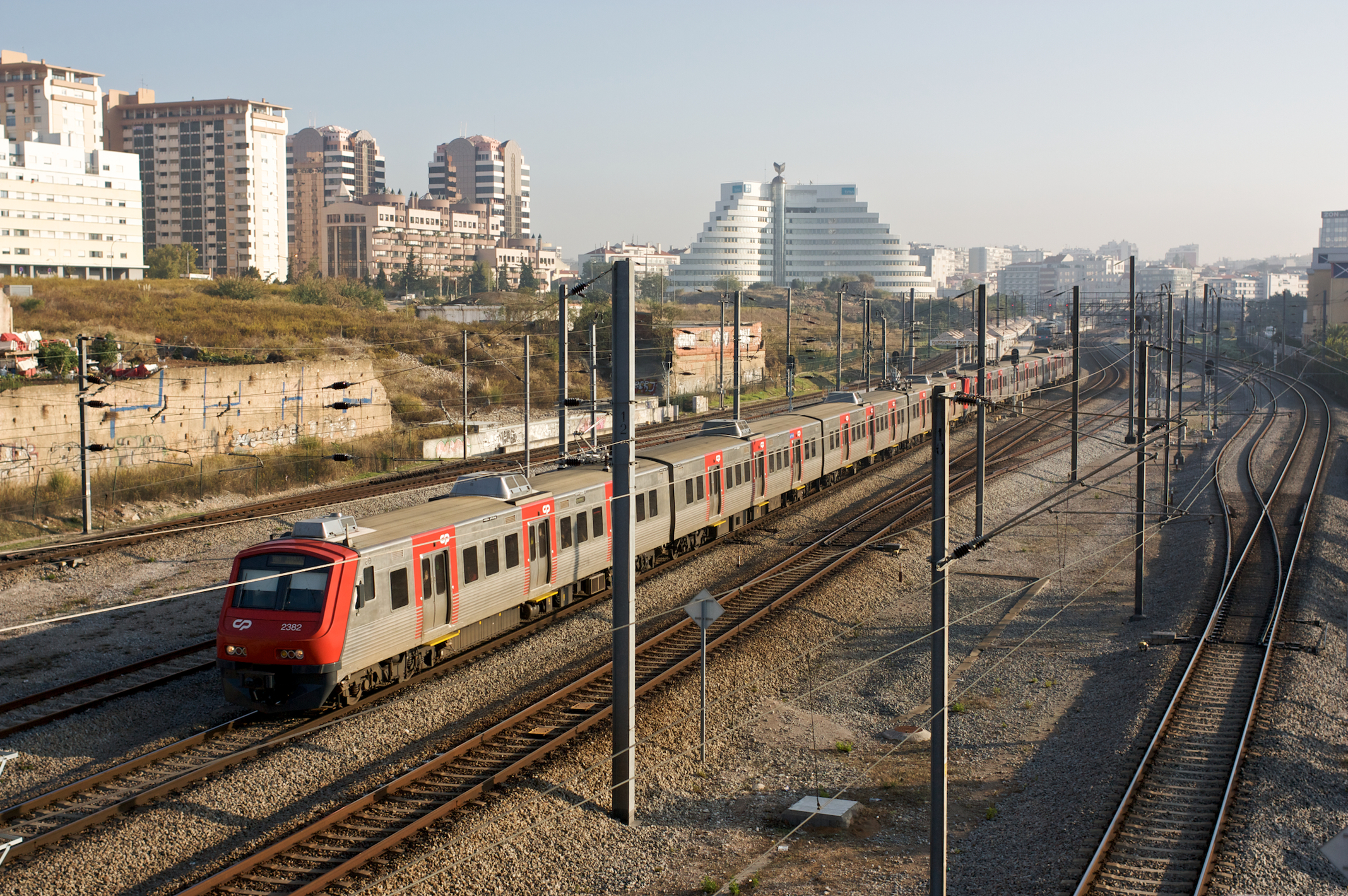
ポルトガル鉄道の近郊電車
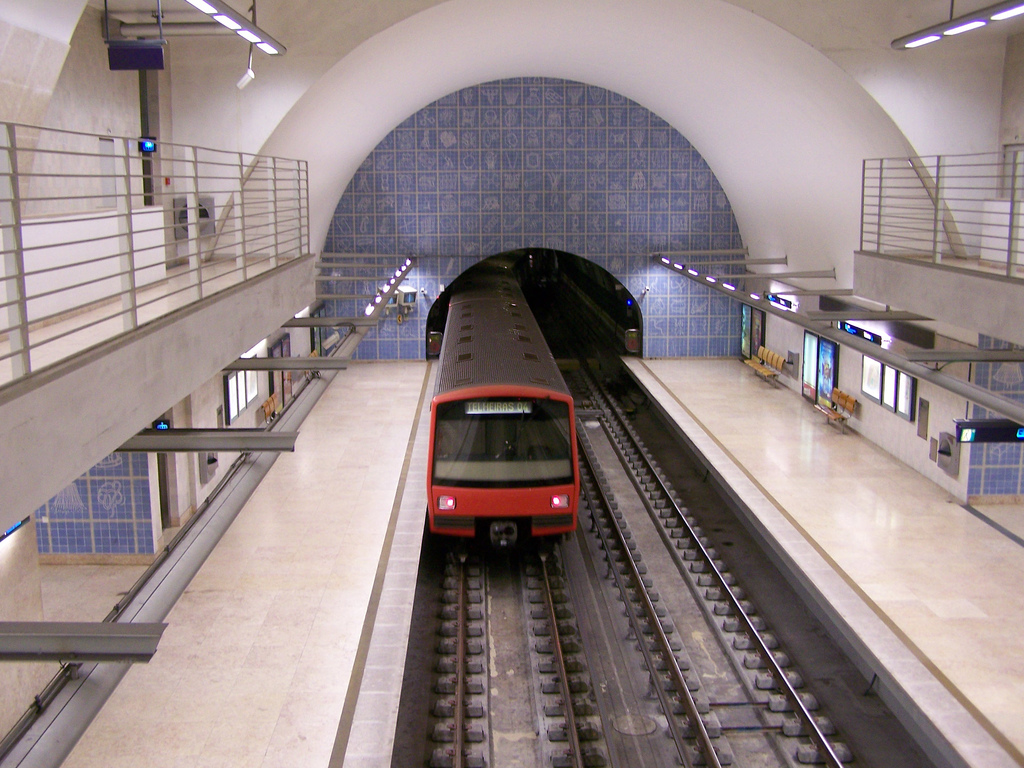
リスボンメトロ
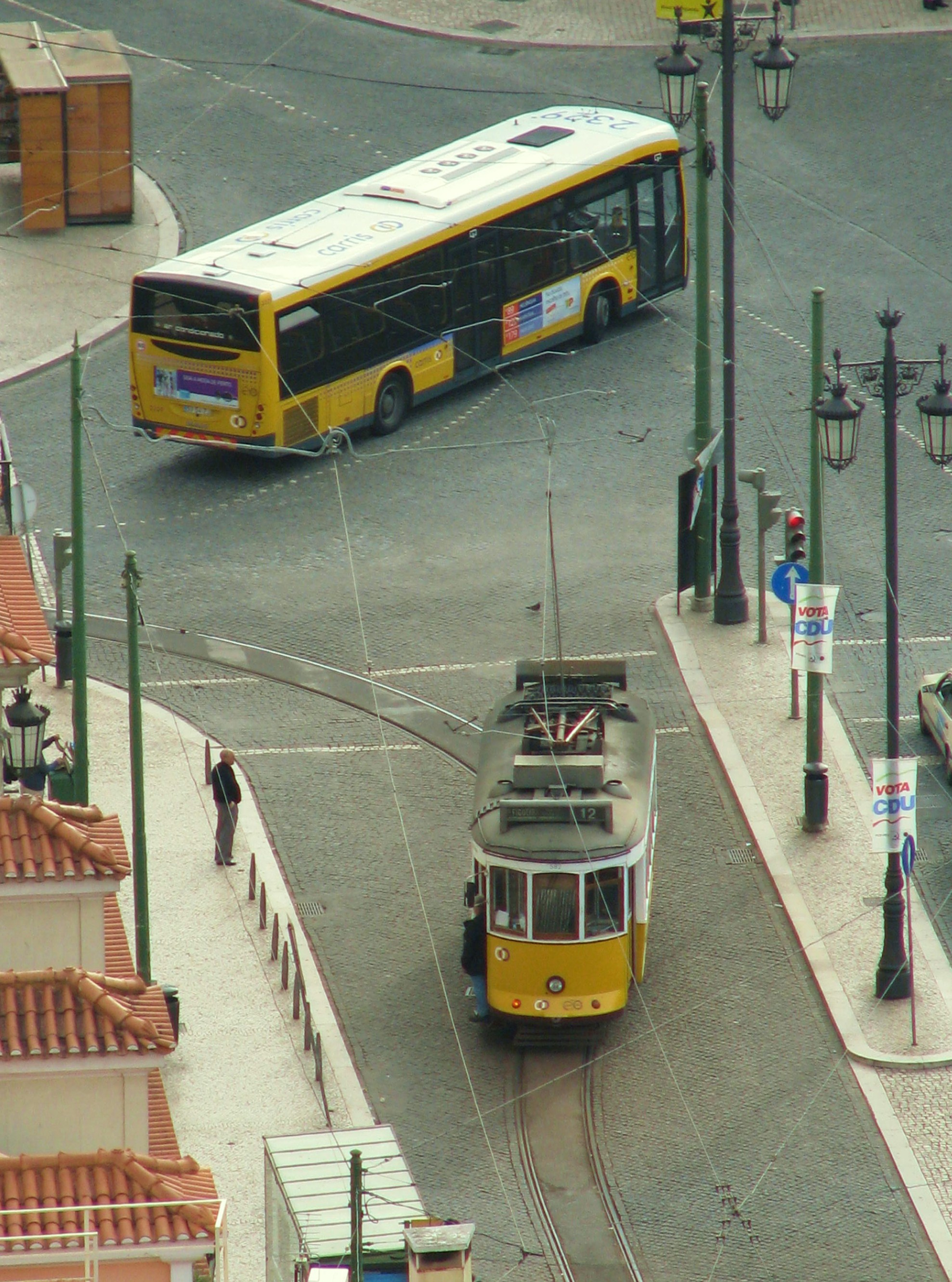
カリスのトラムと路線バス
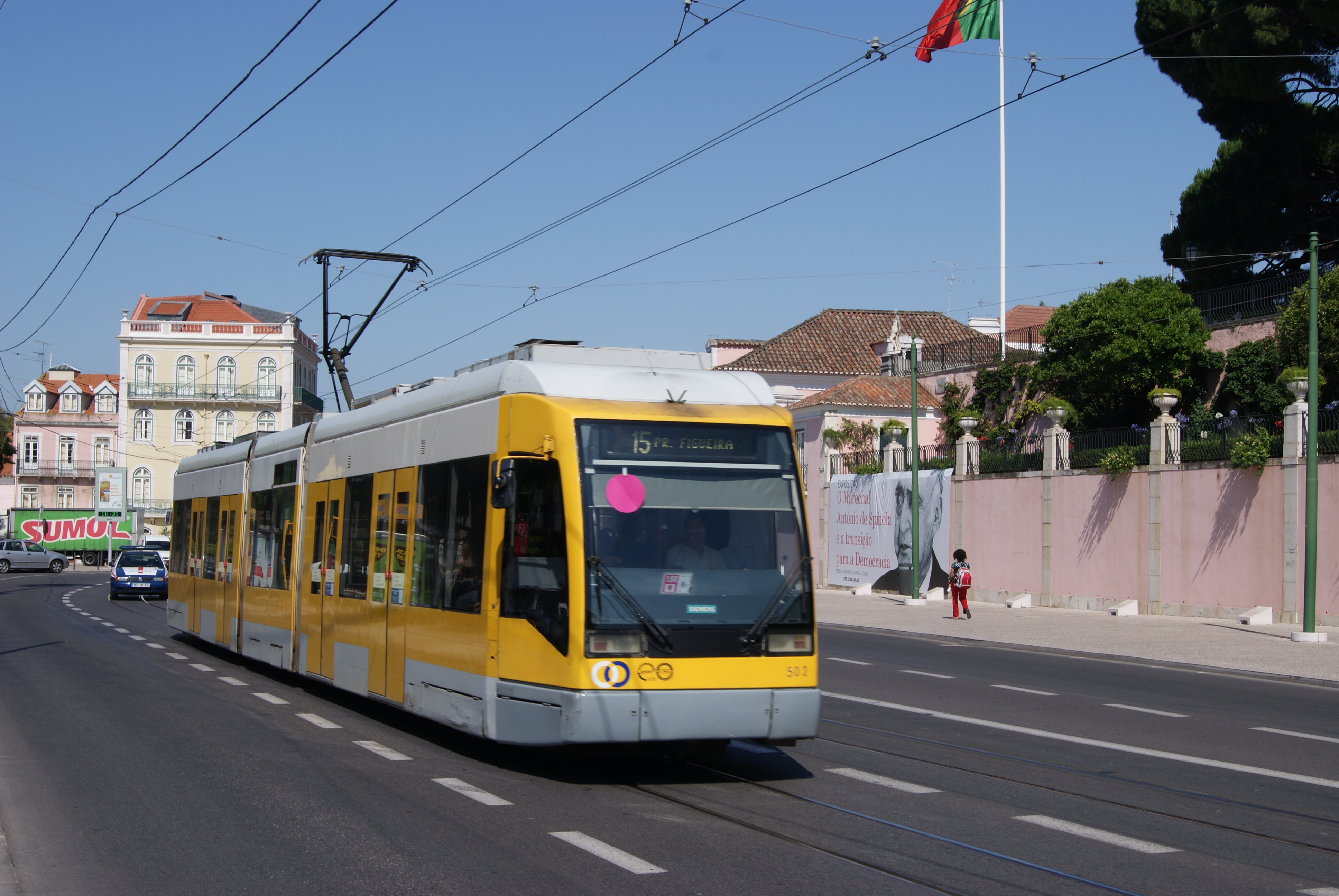
トラムの新しい車両
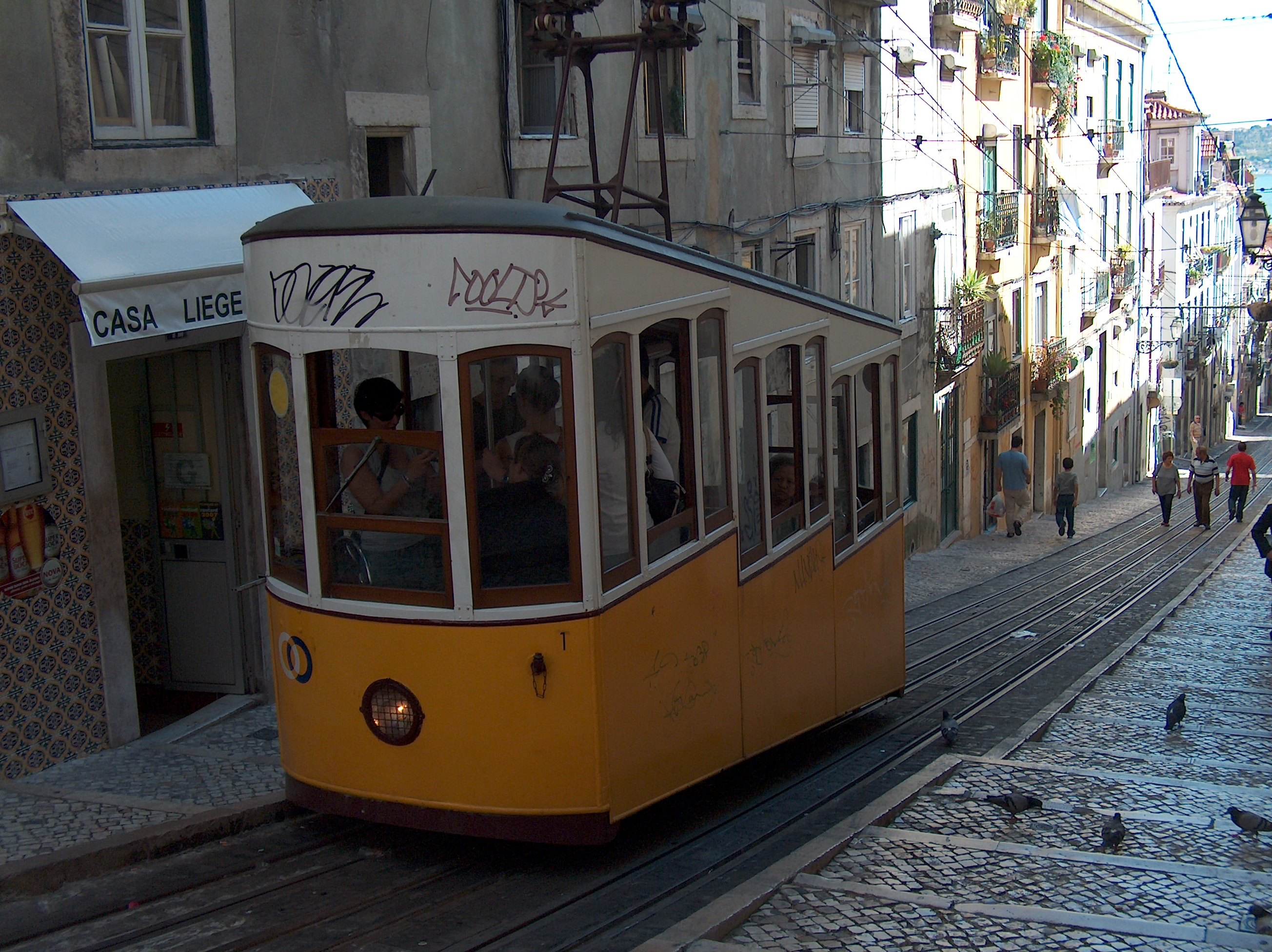
ケーブルカー
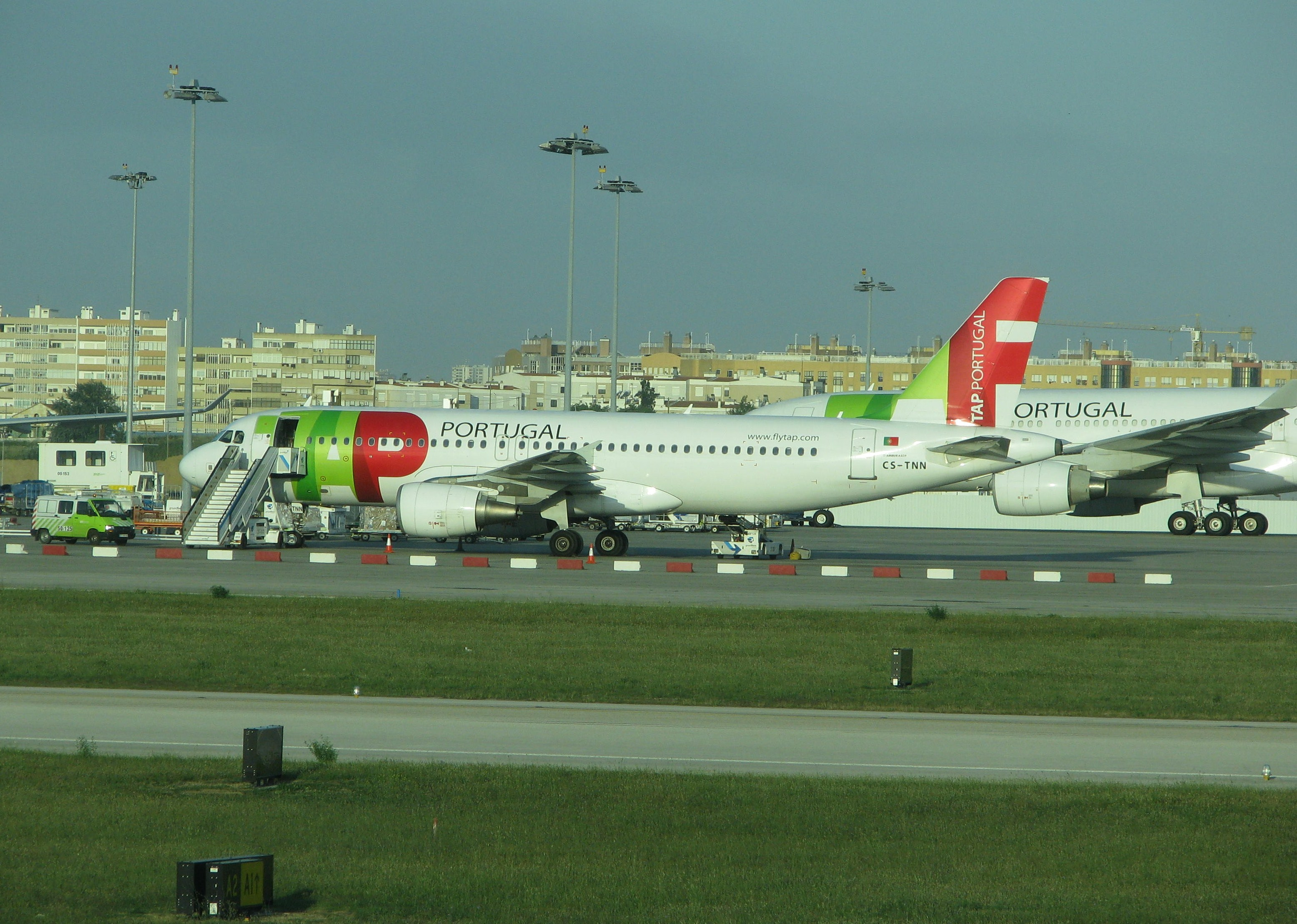
ポルテラ空港
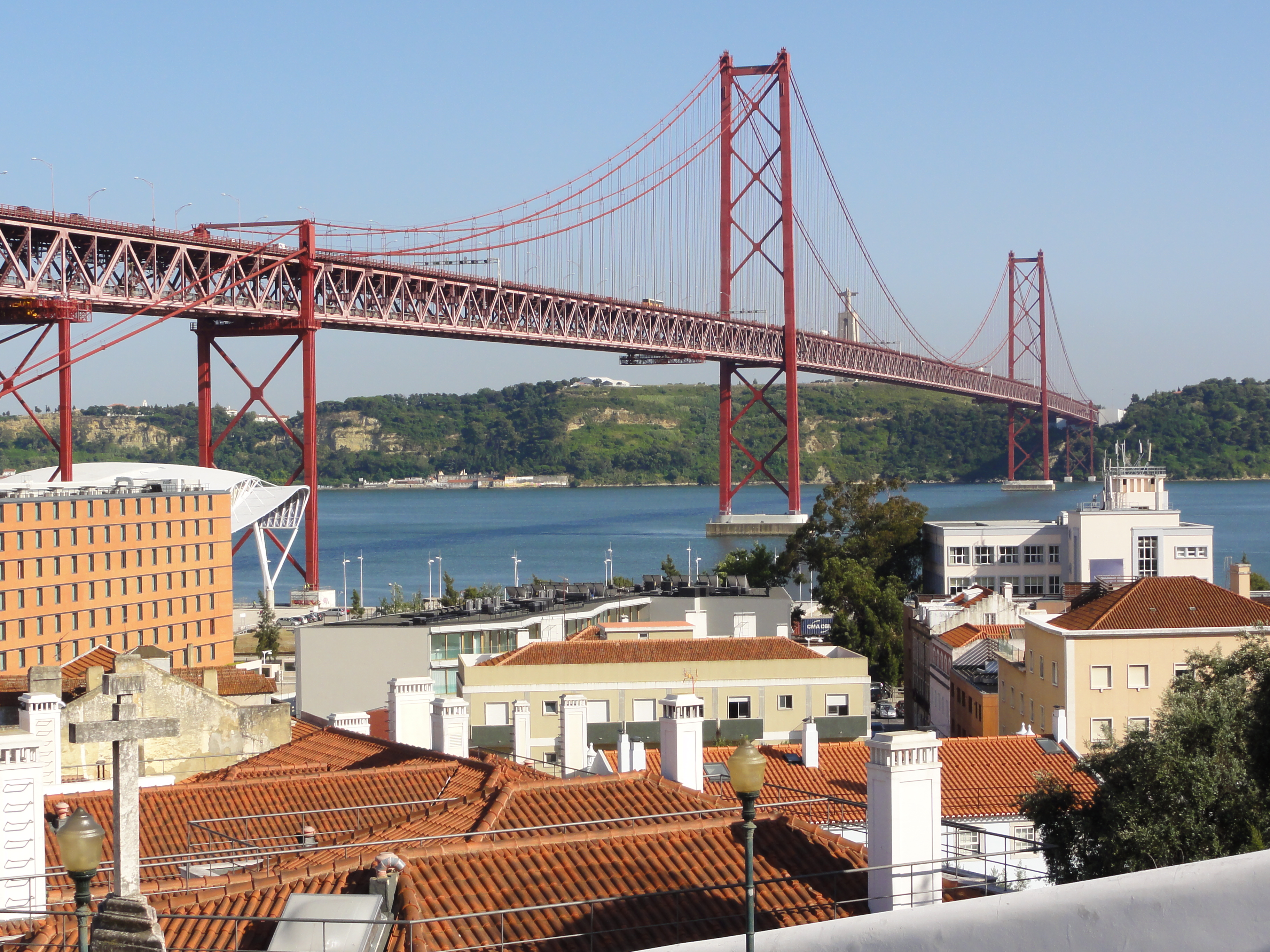
4月25日橋

## 教育

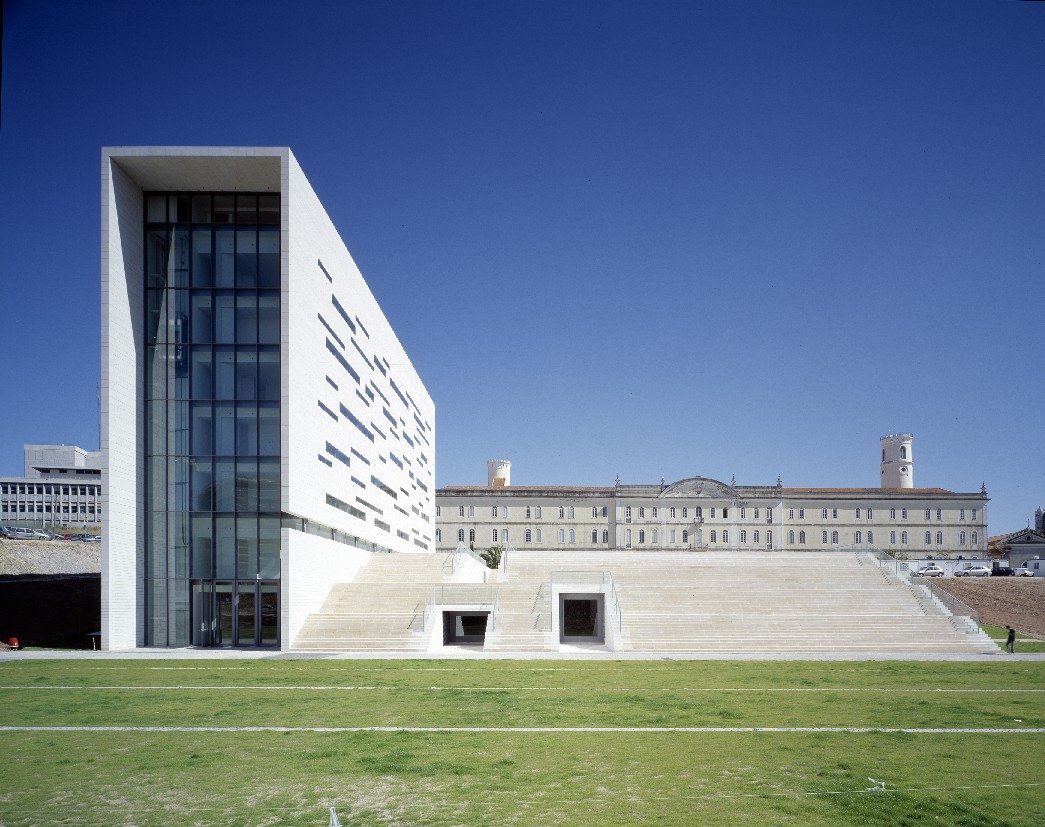
リスボン新大学のメインキャンパスとレクトリー。

リスボン市内にはさまざまな私立や公立の小中学校や幼稚園があり、大リスボン圏地域には聖ジュリアン学校やリスボン・カールッチ・アメリカンインターナショナルスクール、聖ドミニク・インターナショナルスクール、リスボンドイツ学校、Instituto Español de Lisboa、Lycée Français Charles Lepierreなどのインターナショナルスクールがある。

### 高等教育
リスボンには、3つの主要な公立大学がある。リスボン大学はリスボンでは一番古い大学で、1911年に設立され旧リスボン大学とも呼ばれる。リスボン工科大学は1930年、新リスボン大学は1973年に設立され、あらゆる学問分野の学位を提供している。国が運営するISCTEリスボン、ポリテクニック、リスボン工科大学がある。私立の主要な大学にはポルトガルカトリック大学、ルジアダ大学、ルゾフォナ大学、リスボン自治大学などがあり、ほかにもさまざまな大学や機関がある。
2007 - 2008年の学期年でリスボンの高等教育機関に在籍している学生数は12万5,867人で、うち8万1,507人は公立の機関であった。

## 文化

### 建築

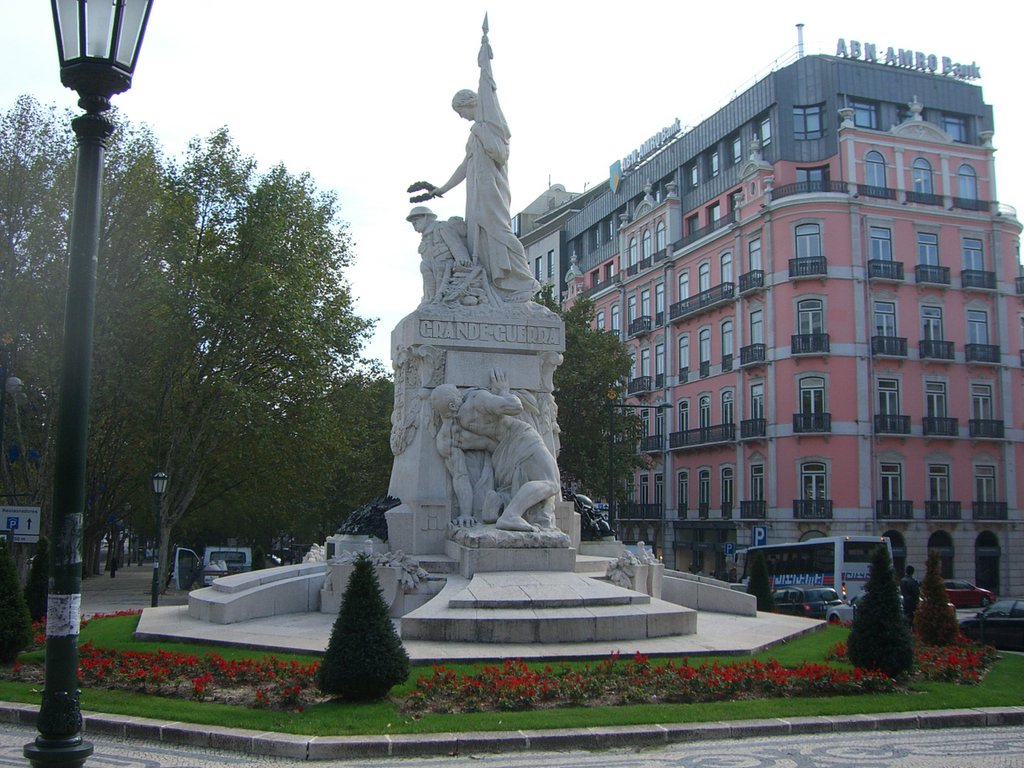
リベルダーデ通りにある、第一次世界大戦のモニュメント

リスボンではロマネスク建築、ゴシック建築、マヌエル様式、バロック、モダニズム、ポストモダンなど豊富な建築様式を市内中で見ることができる。市内では特に上町の地区で大通りに沿って歴史的な広い並木道やモニュメントが交わっており、リベルダーデ大通り（Avenida da Liberdade）やフォンテス・ペレイラ・デ・メロ通り（Avenida Fontes Pereira de Melo）、アルミランテ・レイス通り（Avenida Almirante Reis）、共和国通り（Avenida da República）などは目を引く。

### 歩道
ポルトガル式歩道（Calçada Portuguesa、ポルトガル風舗装）は1800年代半ばにリスボンで生まれ、この技術はポルトガル語圏に広まった。市内ではもっとも広範囲に残る技法で、すべての歩道や多くの通りはこのスタイルで作られ維持されている。ポルトガルの都市では、リスボンはExpresso紙が毎年発行する生活条件の調査でもっとも住みやすい都市と見られている。

### 祭事

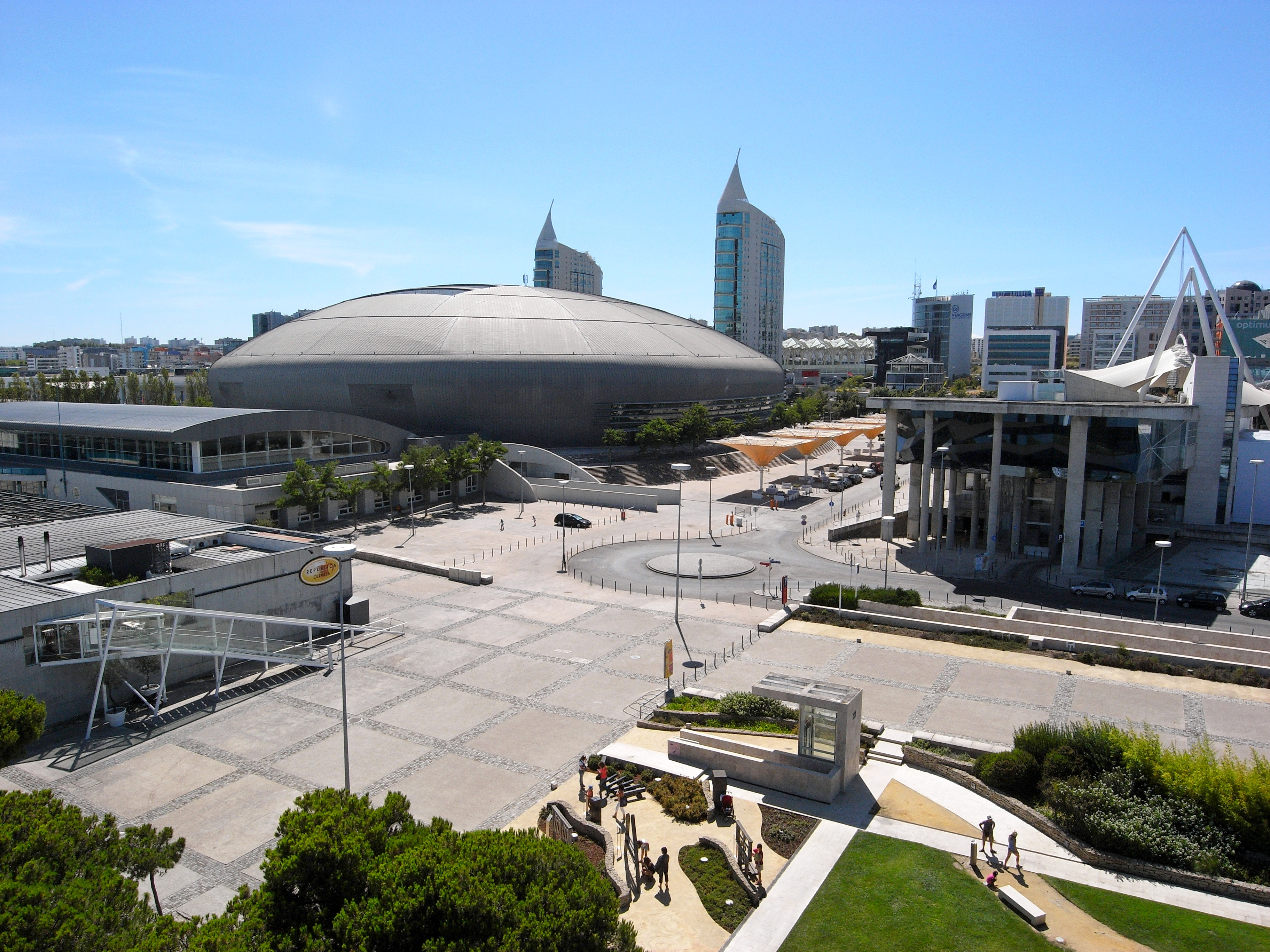
アトランティコ・パビリオンは、リスボンではポピュラーで最大の多目的アリーナ

6月13日はリスボンのアントニオ（ポルトガル語: Santo António）の祝日である。リスボンのアントニオはパドヴァの聖アントニオとして知られ、裕福なポルトガルの貴族の子として生まれたが、のちに教会博士として貧しい人々に説教をし死後、列聖され聖人となった。皮肉にもサラゴサのヴィセンテはリスボンの守護聖人としてリスボン大聖堂に残されているが、この聖人に関連づけられた祭典はない。
リスボンでは毎年、リスボンゲイ・レズビアン映画祭 が開催されているほか、ロック・イン・リオが5回（2004、2006、2008、2010、2012年）開催されている。ロック・イン・リオは世界でも最大規模のポップやロックの祭典である。リスボンでは、リスボンアーキテクチャトリエンナーレ、ファッション・リスボン、ExperimentaDesign、LuzBoaなどが主催されている。

## スポーツ
リスボンには長いスポーツの伝統がある。ギリシャ代表が優勝したUEFA EURO 2004の決勝戦や、2001年世界室内陸上競技選手権大会、1983年と1992年に開催された欧州フェンシング選手権、2003年世界男子ハンドボール選手権、2008年欧州柔道選手権などメジャーな競技大会が開催されている。2006年から2008年にかけて、リスボンはダカール・ラリーのスタート地点でもあった。
リスボンにはUEFAスタジアムカテゴリー4に対応したスタジアムが2か所あり、エスタディオ・ダ・ルスは収容人数が6万5,000人であり、エスタディオ・ジョゼ・アルヴァラーデは5万人の収容可能がである。他にもエスタディオ・ド・レステロがあり、収容人数は3万人を超える。エスタディオ・ナシオナルはオエイラスの近くにあり、3万7,000人を収容でき、サッカーポルトガル代表の国際試合や、カップ戦の決勝に限って大きなスタジアムが市内に建設されるまで使われていた。
また、1967年ヨーロピアンカップ決勝戦も開催されている。リスボンにはゴルフや陸上、マウンテンバイクなどさまざまなスポーツ施設がある。毎年3月にはリスボンハーフマラソンが開催され、9月にはポルトガルハーフマラソンが開催される。

### サッカー

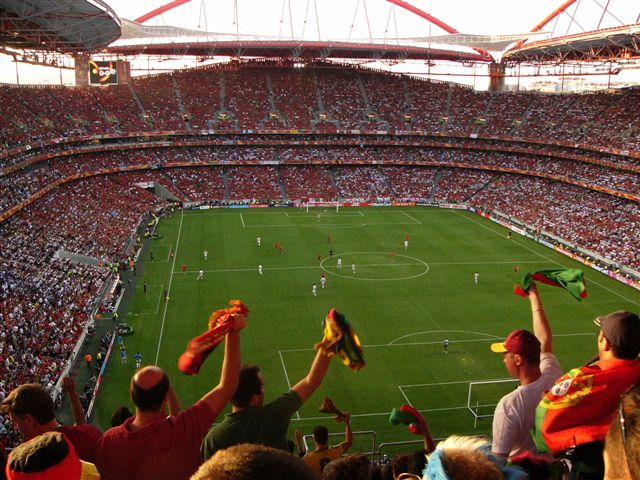
SLベンフィカの本拠地エスタディオ・ダ・ルスは、ポルトガル最大のスタジアムである

リスボンには、リーガ・ポルトガルに所属するサッカークラブの3チームがホームタウンとしている。中でも、SLベンフィカは37度のリーグ優勝を成し遂げており、これに加えてUEFAチャンピオンズカップを2度制覇している。2019年にはインターナショナル・チャンピオンズ・カップ（ICC）で、ポルトガルのクラブとして初優勝を果たした。
リスボンで2番目に成功しているクラブはスポルティングCPであり、19回のリーグ優勝とUEFAカップウィナーズカップを1回獲得している。3つ目のクラブはベレン地区をホームとするCFベレネンセスで、リーグ優勝は1945-46シーズンの1度だけである。メジャータイトルの獲得も、1988-89シーズンのタッサ・デ・ポルトガル優勝まで遡らなければならず、完全なる古豪クラブである。

## 著名な出身者
- フェルナンド・ペソア - 作家
- マリオ・ソアレス - 政治家
- エガス・モニス - 政治家

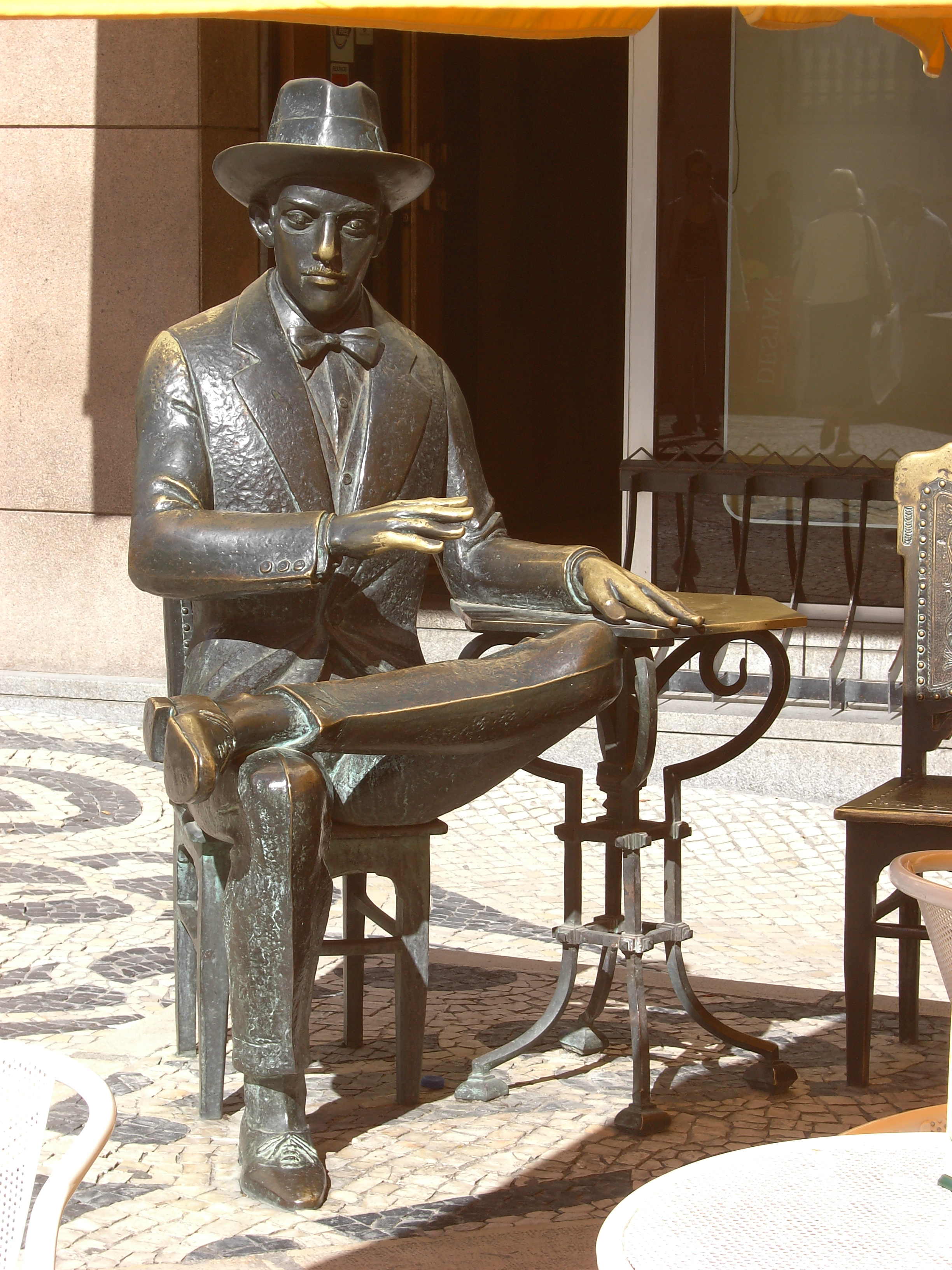
リスボン市内にある、フェルナンド・ペソアのブロンズ像

- ジョルジュ・メンデス - スポーツエージェント
- ルイス・フィーゴ - 元サッカー選手
- リカルド・クアレスマ - サッカー選手
- ベルナルド・シウバ - サッカー選手
- テルマ・モンテイロ - 柔道家
- マリア・ジョアン・ピレシュ - ピアニスト
- マリア・デ・メデイロス - 女優
- アマリア・ロドリゲス - 歌手
- マリア・ジョアン - 歌手
- ミゲル・ゲレイロ - 歌手

## ギャラリー

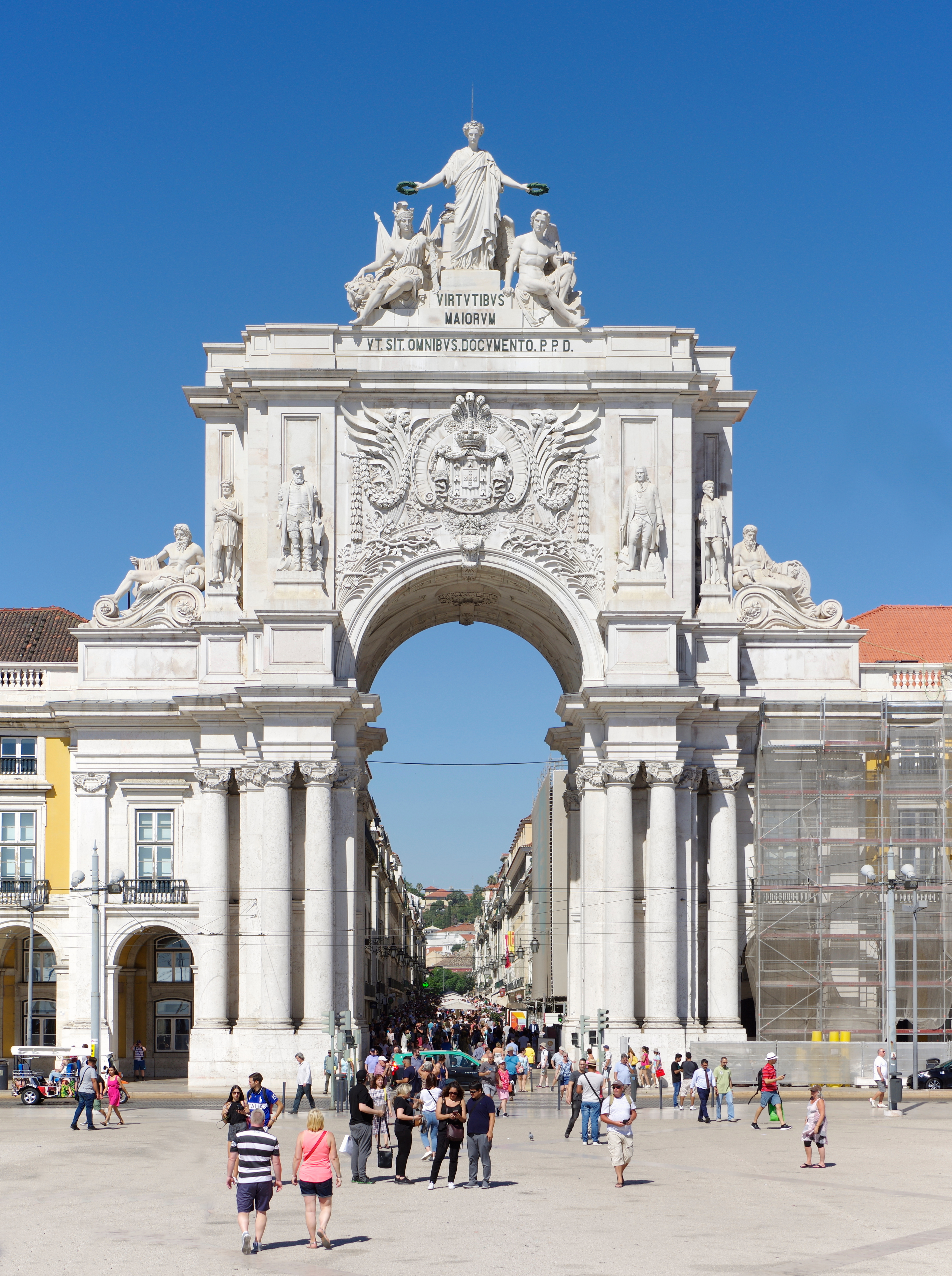
コメルシオ広場
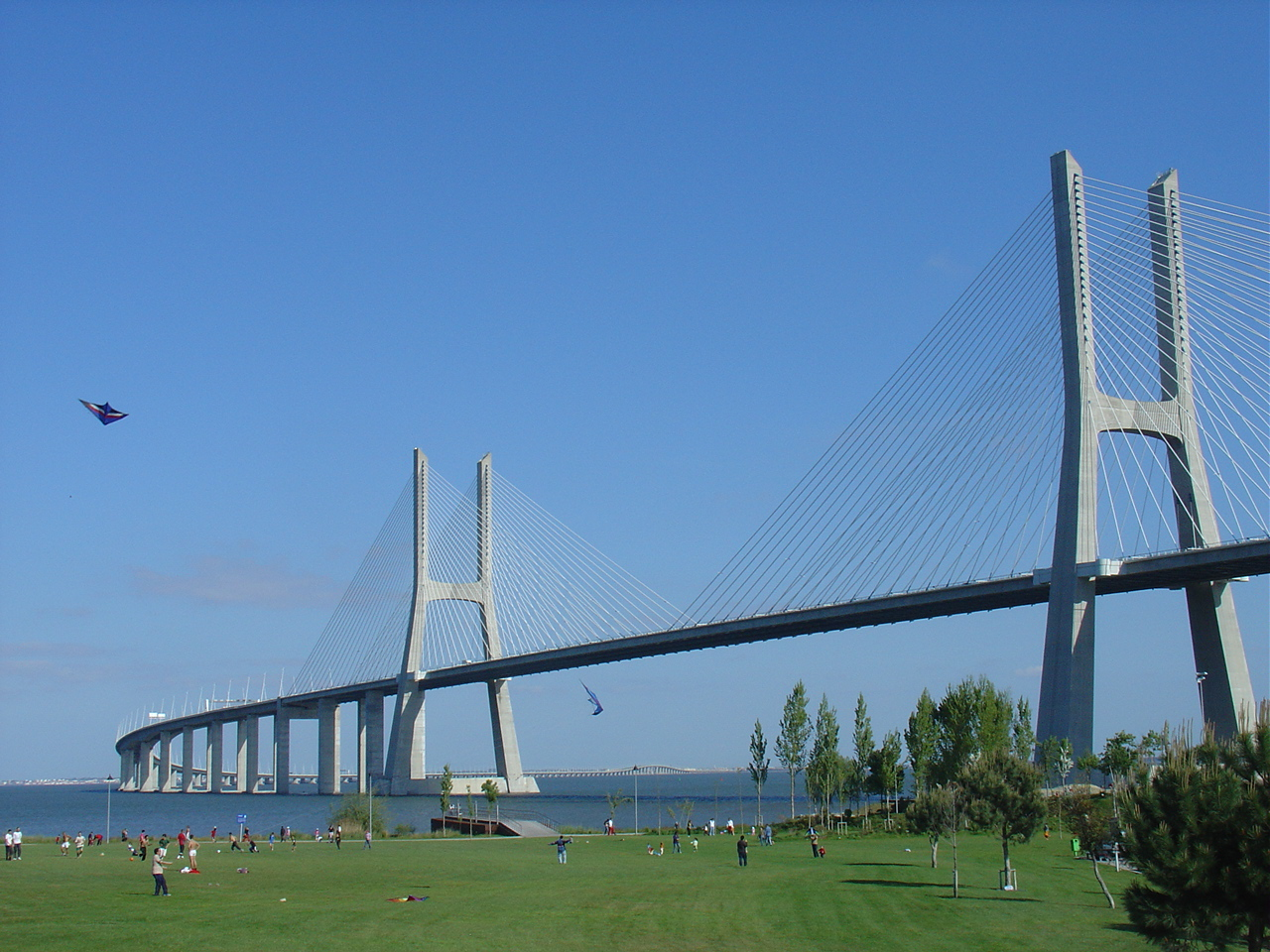
ヴァスコ・ダ・ガマ橋
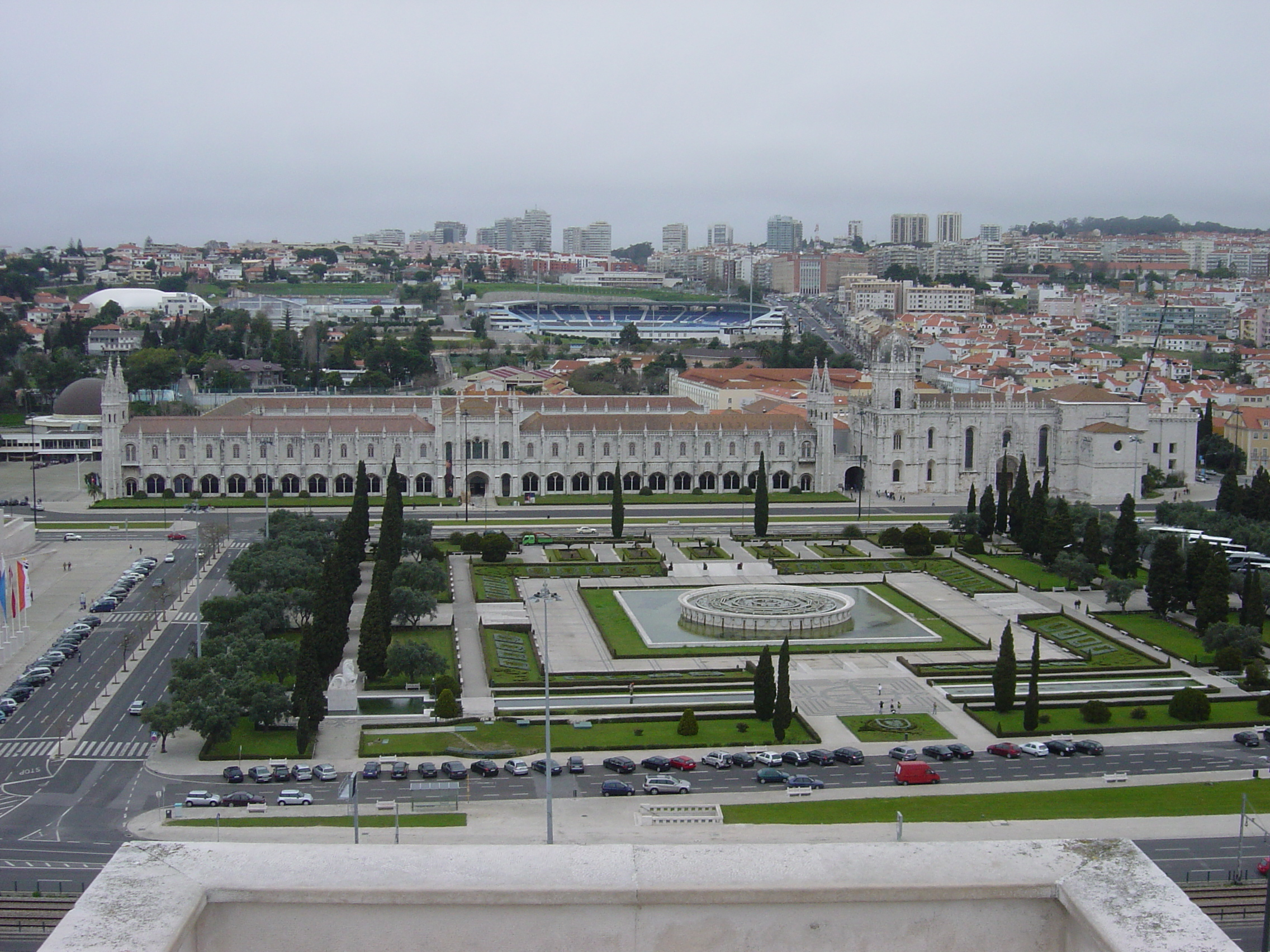
ジェロニモス修道院
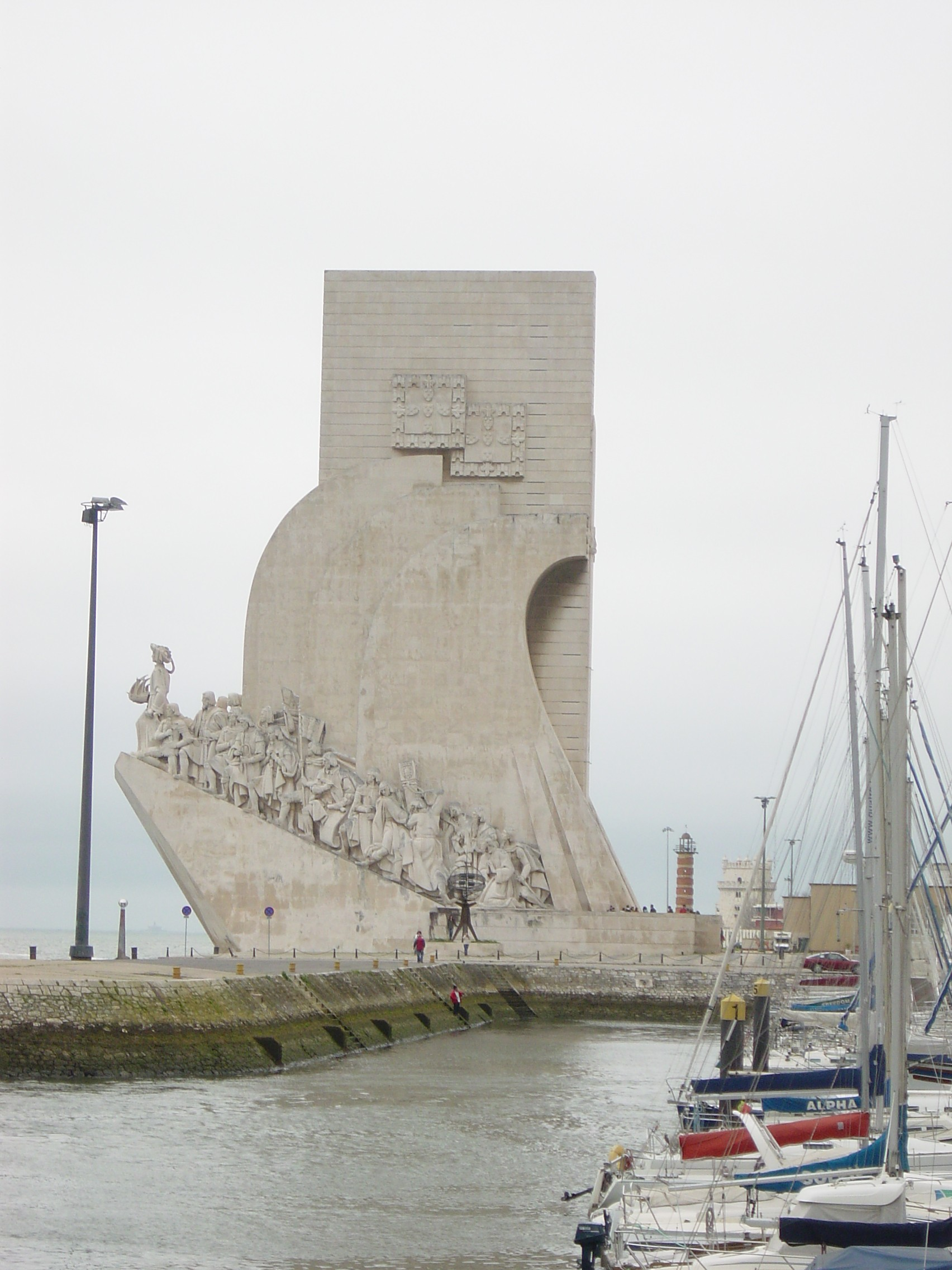
発見のモニュメント
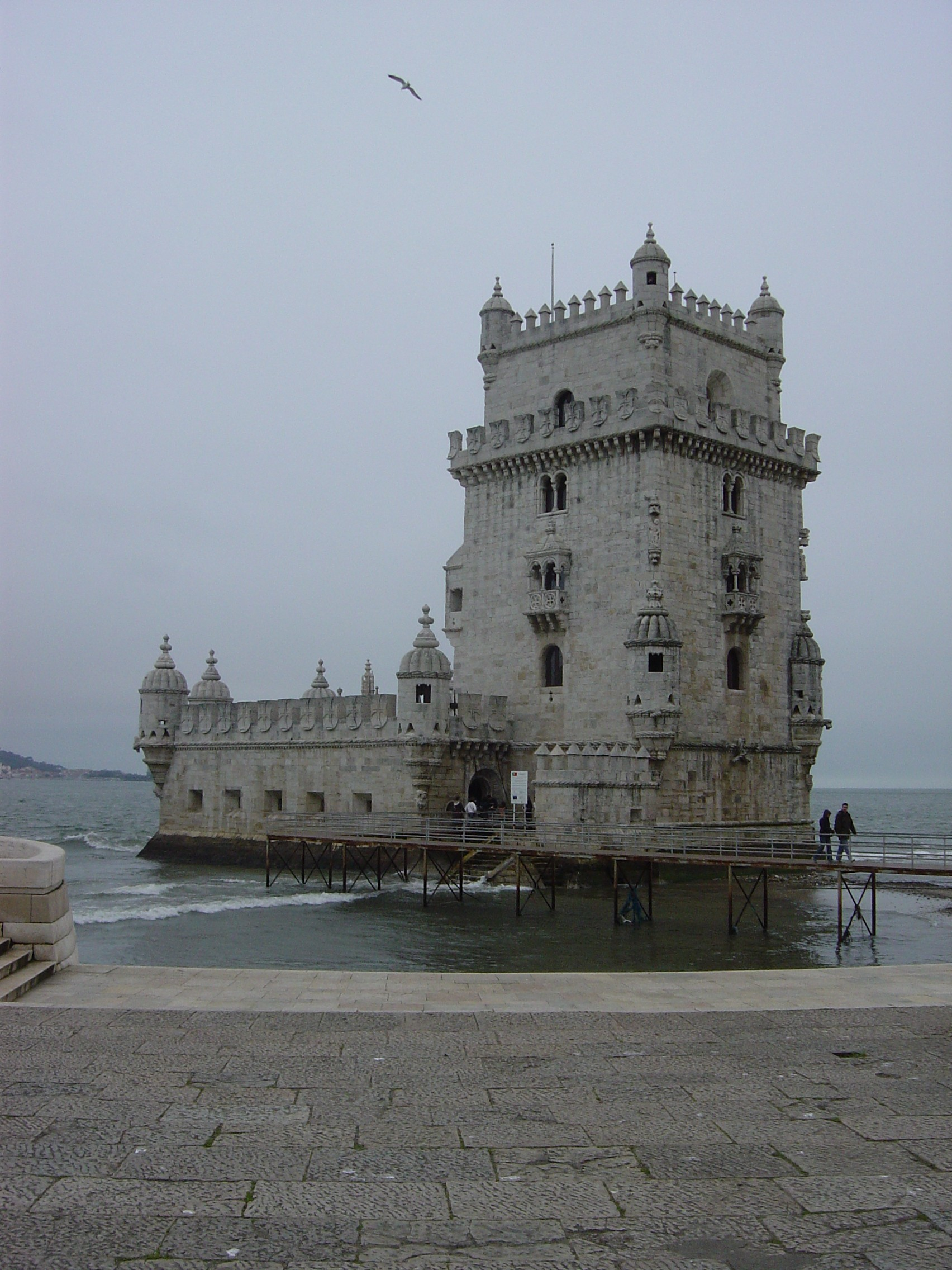
ベレンの塔